# Умершие в декабре 2015 года
Это список известных людей, соответствующих установленным критериям значимости (см. Википедия:Критерии значимости персоналий), умерших в декабре 2015 года.
Причина смерти указывается лишь в исключительных случаях (убийство, самоубийство, гибель в результате военных действий, смертная казнь, ДТП или несчастные случаи). В остальных случаях — не указывается.

### 31 декабря

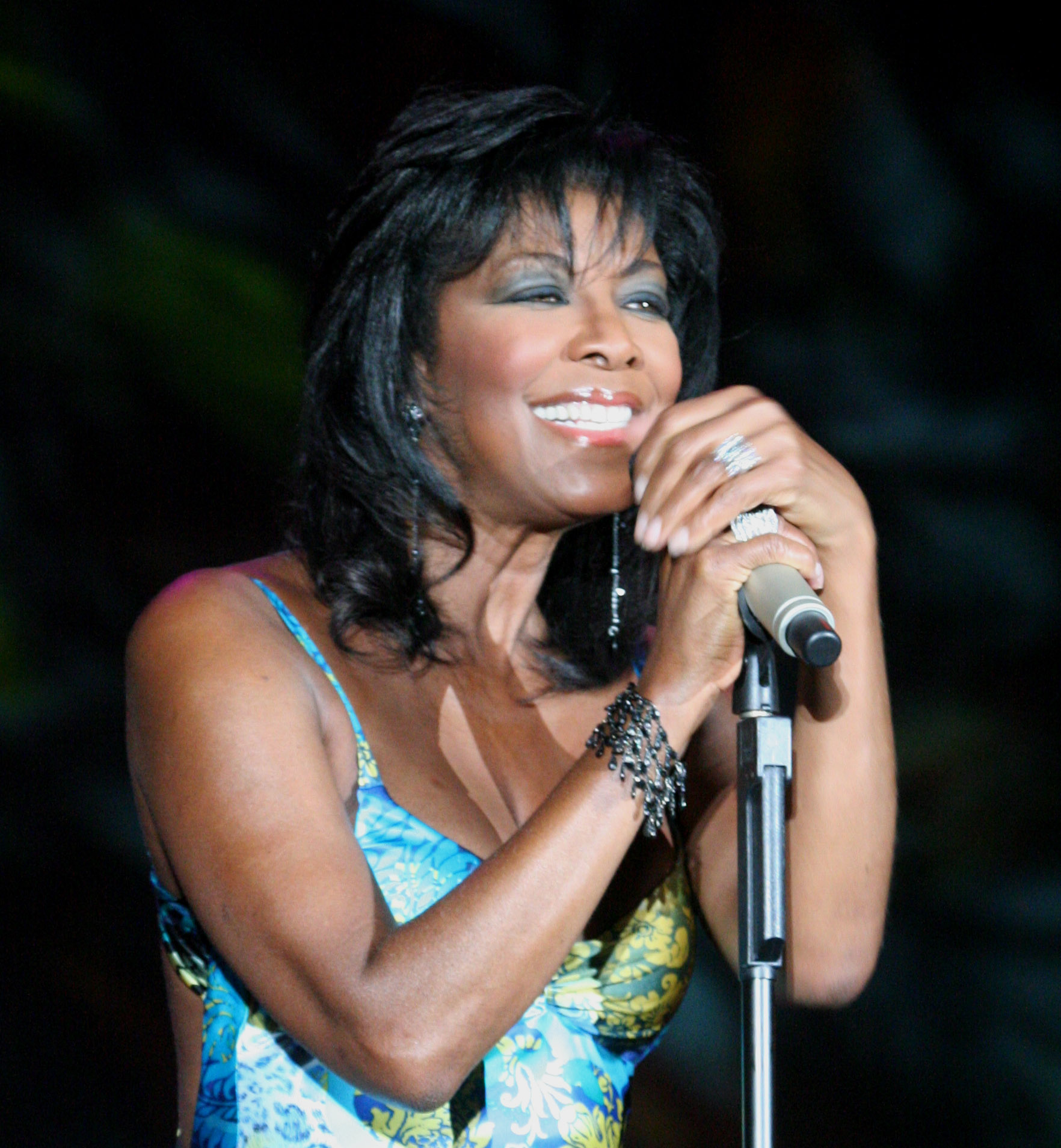
Натали Коул

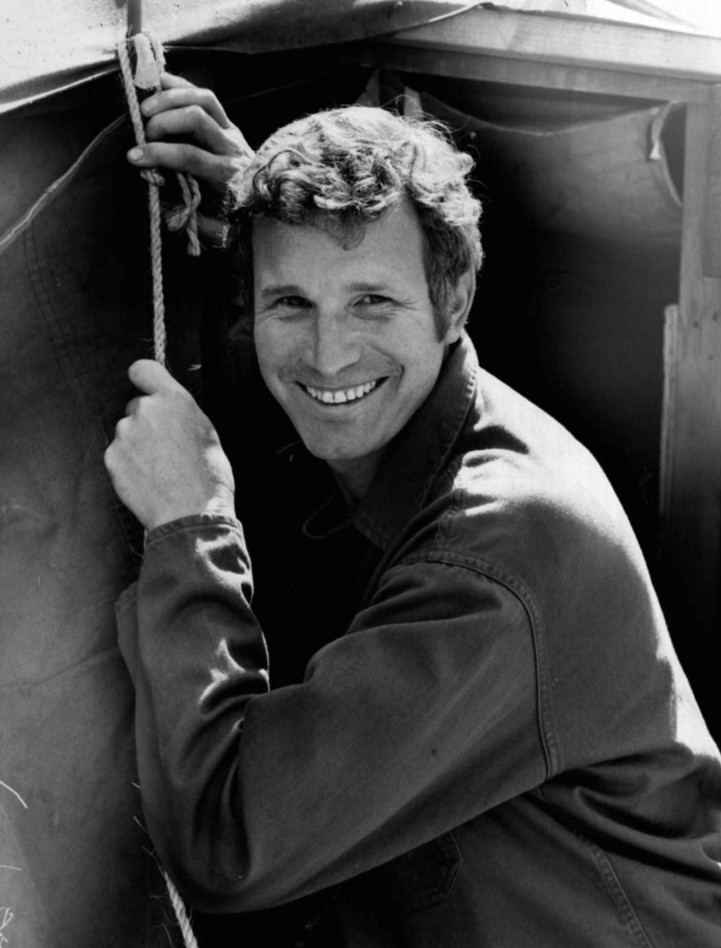
Уэйн Роджерс

- Данда, Бронислав (85) — чехословацкий хоккеист, бронзовый призер чемпионата мира по хоккею с шайбой в ФРГ (1955)[1].
- Кадочников, Владимир Дмитриевич (72) — советский партийный и российский государственный деятель, первый секретарь Свердловского обкома КПСС (1990—1991), депутат Государственной думы России III созыва[2].
- Коул, Натали (65) — американская джазовая певица, девятикратный лауреат премии «Грэмми», дочь джазового певца Ната Кинга Коула[3].
- Роджерс, Уэйн (82) — американский актёр, исполнитель роли Джона Макинтайра в телесериале «МЭШ»[4].
- Рыжаков, Валерий Николаевич (70) — советский актёр театра и кино, мастер дубляжа, заслуженный артист РСФСР (1984), лауреат Государственной премии СССР (1980)[5].
- Саппер, Рихард (83) — немецкий дизайнер[6].
- Утбосаров, Абдумумин Абдумажидович (55) — узбекский телевизионный диктор, народный артист Республики Узбекистан[7].[уточнить]

### 30 декабря
- Бушков, Роберт Евгеньевич (83) — советский и российский музыкальный деятель, директор Государственного симфонического оркестра «Новая Россия» (c 2002)[8].
- Джураев, Акбар Шодмонович (79) — советский и таджикский режиссёр, один из основателей таджикского телевидения[9].
- Дэвис, Говард (59) — американский боксёр, чемпион летних олимпийских игр в Монреале (1976); рак[10].
- Ким Ян Гон (73) — северокорейский государственный деятель, помощник Ким Чен Ына; авиакатастрофа[11].
- Кривопалов, Александр Владимирович (84) — советский журналист, руководитель международного отдела газеты «Комсомольская правда»[12].
- Лысенко, Иван Никифорович (98) — участник Великой Отечественной войны, участник штурма Рейхстага (1945), Герой Советского Союза (1946)[13][14].
- Фриц Нестле[нем.], немецкий математик; сын Эрвина Нестле, внук Эберхарда Нестле [15]

### 29 декабря

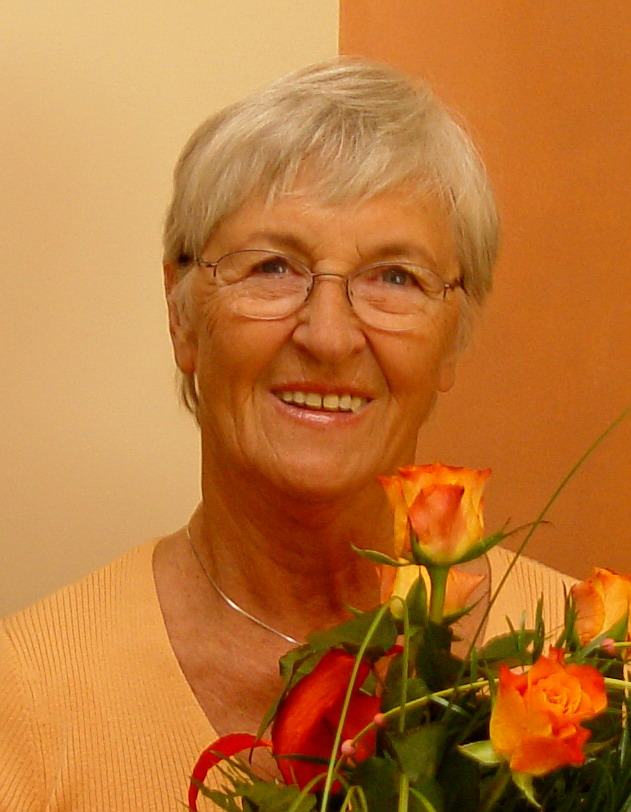
Эльжбета Кшесиньская

- Кшесиньская, Эльжбета (81) — польская легкоатлетка, чемпионка летних Олимпийских игр в Мельбурне (1956)[16].
- Смайлис, Арунас (57) — советский и литовский актёр Литовского национального драматического театра и кино[17].
- Срничек, Павел (47) — чешский футболист, вратарь[18].

### 28 декабря
- Guru Josh (51) — диджей, музыкальный продюсер, композитор[19].
- Барнард, Крис (76) — южноафриканский писатель и сценарист[20].
- Бахри, Насер (?)[значимость?] — арабский террорист, личный телохранитель Усамы Бен Ладена[21].
- Бредбери, Джон (62) — американский музыкант (The Specials)[22].
- Давыдова, Марианна Васильевна (30) — молдавская самбистка, многократный призёр чемпионатов Европы и мира, обладательница Кубка мира[23].
- Инос, Илой (66) — губернатор Северных Марианских островов (с 2013 года)[24].
- Килмистер, Иэн (Лемми) (70) — британский бас-гитарист и вокалист, основатель и бессменный участник рок-группы Motörhead[25].
- Мёрдок, Ян (42) — американский разработчик свободного ПО, основатель проекта Debian[26].

### 27 декабря

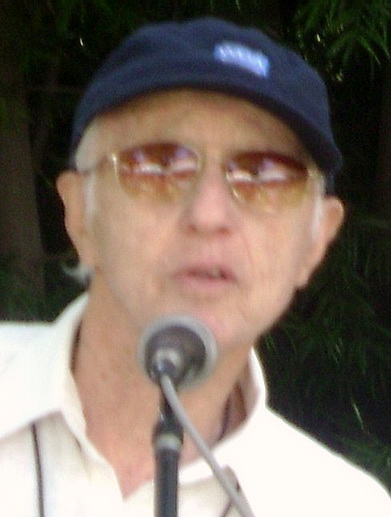
Хаскелл Уэкслер

- аль-Джерф, Наджи (?) — сирийский режиссёр-документалист и журналист; убит[27].
- Амосов, Владимир Александрович (71)[значимость?] — советский футболист и спортивный фотожурналист[28].
- Ванибобо, Беренадо (83) — фиджийский дипломат и государственный деятель, министр иностранных дел Фиджи (1997—1999)[29].
- Караханов, Тигран Александрович (71) — советский и российский дипломат, Чрезвычайный и Полномочный Посол Российской Федерации в Исламской Республике Мавритания (1994—1998) и в Республике Словения (1998—2002)[30].
- Келли, Эльсуорт (92) — американский художник и скульптор, один из главных представителей минимализма, хард-эдж и живописи цветового поля[31].
- Лемон, Медоуларк (83) — американский баскетболист[32].
- Меринов, Владимир Александрович (69) — советский хоккеист («Спартак»), чемпион СССР 1969 года, двукратный обладатель Кубка СССР (1970, 1971)[33].
- Пачеко, Альфредо (33) — сальвадорский футболист, капитан национальной сборной Сальвадора и рекордсмен по количеству проведённых за неё матчей; убит[34].
- Райт, Стив (68) — австралийский музыкант и автор песен (The Easybeats)[35].
- Суинборн, Рой (86) — английский футболист, чемпион Англии (1954)[36].
- Уэкслер, Хаскелл (93) — американский кинооператор и режиссёр, двукратный лауреат премии «Оскар»[37].
- Федотов, Авангард Алексеевич (90) — советский и российский кларнетист, педагог, народный артист Российской Федерации (1996)[38].
- Шушукин, Александр Валерьевич (51) — российский военный деятель, генерал-майор, заместитель начальника штаба ВДВ[39].
- Эриксен, Стейн (88) — норвежский горнолыжник, чемпион зимних Олимпийских игр в Осло в гигантском слаломе (1952)[40].

### 26 декабря
- Аль-Масаальм, Лид Мухаммад — лидер Фронта революционеров Сирии; убит[41].
- Галкин, Александр Михайлович (83) — советский комбайнёр, начальник уборочного отряда на полевом стане совхоза «Масловский», Герой Социалистического Труда (1973)[42].
- Головко, Виль Васильевич (83) — советский и российский артист цирка, режиссёр, постановщик цирковых программ, народный артист СССР (1990)[43].
- Иванова, Татьяна Николаевна (89) — советский и российский терапевт-кардиолог, профессор Северного государственного медицинского университета, заведующая кафедрой факультетской терапии СГМУ (1965—1997), заслуженный врач РСФСР (1973)[44].
- О'Каллаган, Уильям (94) — ирландский генерал, командующий сухопутным контингентом ЮНИФИЛ (1981—1986)[45].
- Тэнди, Даррен (?) — британский тренер по теннису, тренер Джеймса Уорда и Дмитрия Турсунова; рак толстой кишки[46].

### 25 декабря

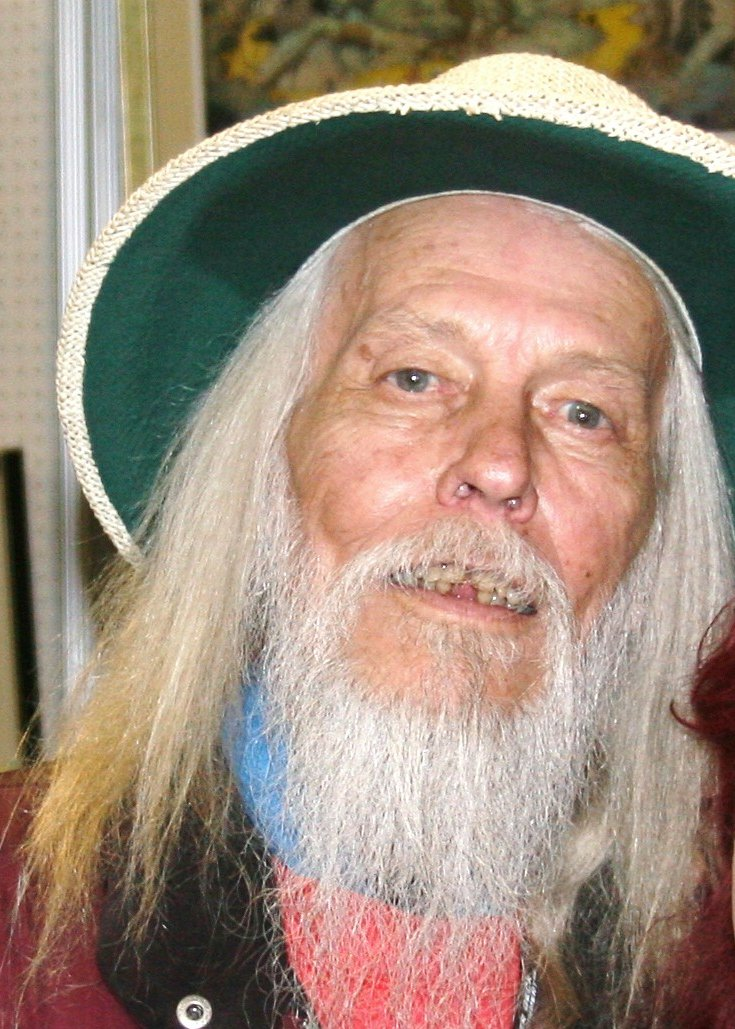
Джордж Клейтон Джонсон

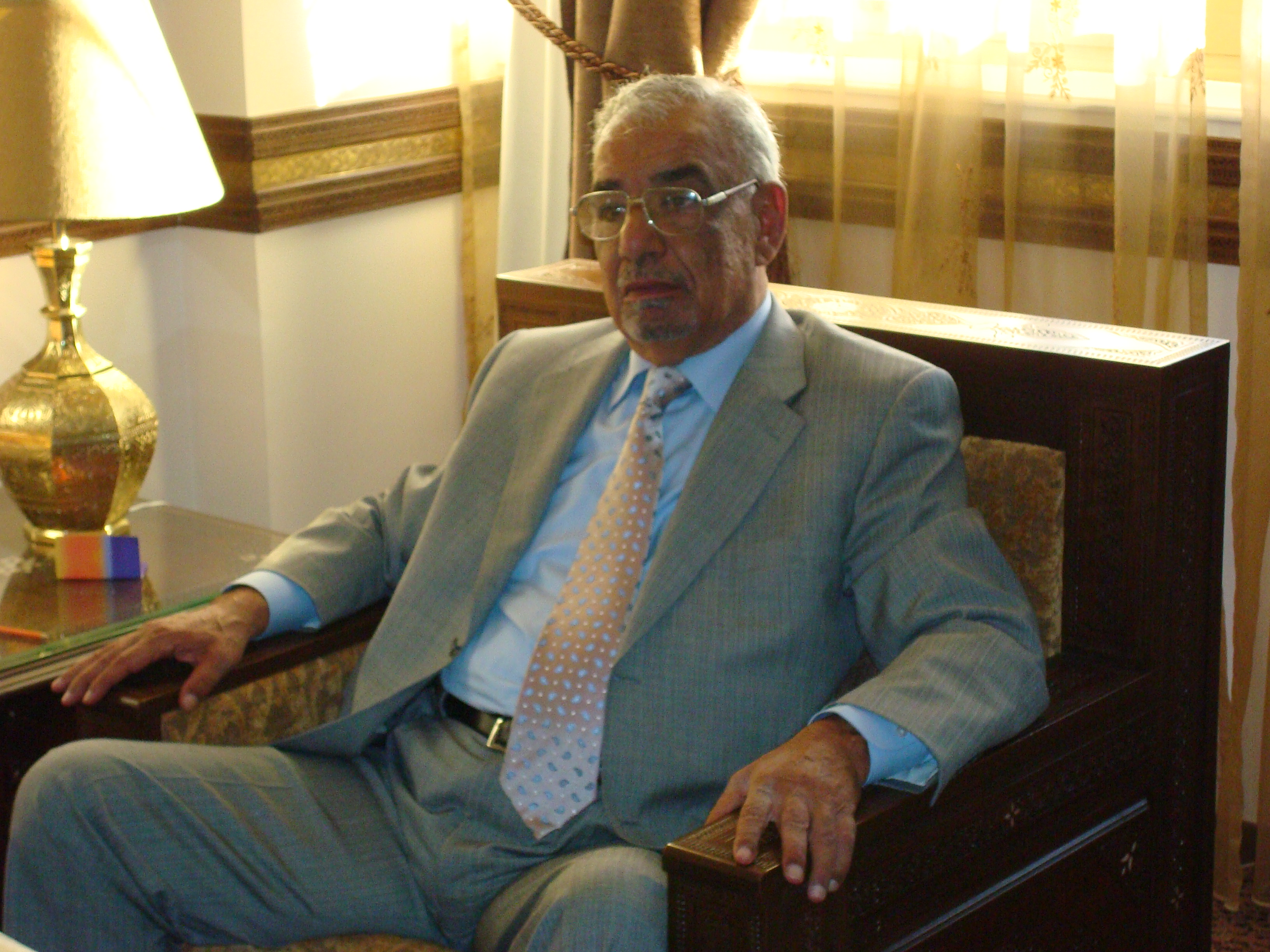
Али Эйд

- Галушко, Андрей Андреевич (56)[значимость?] — советский и российский актёр Ногинского драматического театра и кино («Синдикат-2», «Предел желаний», «Скорый поезд») (www.kino-teatr.ru)[неавторитетный источник].
- Гофштейн, Леонид Давидович (62) — израильский шахматист, гроссмейстер[47].
- Джемма, Оттавио (90) — итальянский сценарист («Сакко и Ванцетти», «Коварство», «Девушка из Триеста»)[48].
- Джонсон, Джордж Клейтон (86) — американский писатель и сценарист («Бегство Логана»)[49][50].
- Захран Аллуш (44) — сирийский повстанческий командир, лидер группировки «Джаиш аль-Ислам»; убит[51].
- Карлтон, Джим (80) — австралийский государственный деятель, министр здравоохранения (1982—1983)[52].
- Новиков, Анатолий Васильевич (84) — российский удмуртский журналист и краевед[53].
- Ордубадлы, Эльвин (26)[значимость?] — азербайджанский певец, победитель конкурса «Голос Азербайджана» (2014); самоубийство[54].
- Персианцев, Игорь Георгиевич (78) — советский фигурист, чемпион СССР 1955 года в одиночном катании[55].
- Садхана Шивдасани (74) — индийская актриса[56][57].
- Сепульведа, Андрес (38) — самый тучный человек в мире (450 кг)[58].
- Спитцер, Роберт (83) — американский учёный, первый признавший гомосексуализм[59].
- Торкановский, Виктор Семёнович (94) — советский и российский экономист, доктор экономических наук, профессор.
- Уингрин, Джейсон (95) — американский киноактёр[60].
- Эйд, Али (75) — ливанский политический деятель, основатель и генеральный секретарь Арабской демократической партии Ливана (с 1972)[61].

### 24 декабря

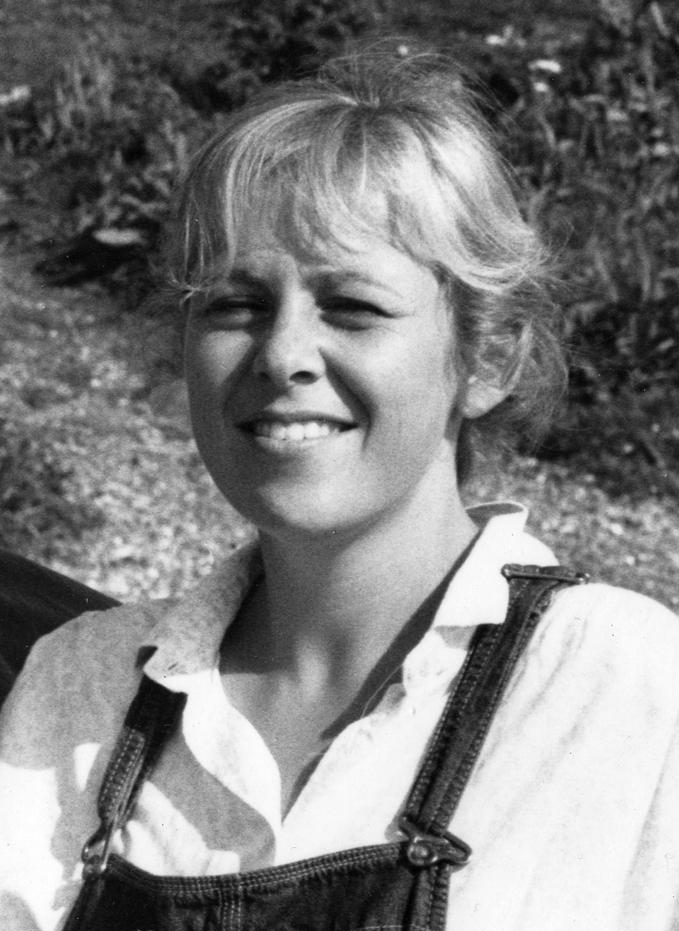
Турид Биркеланд

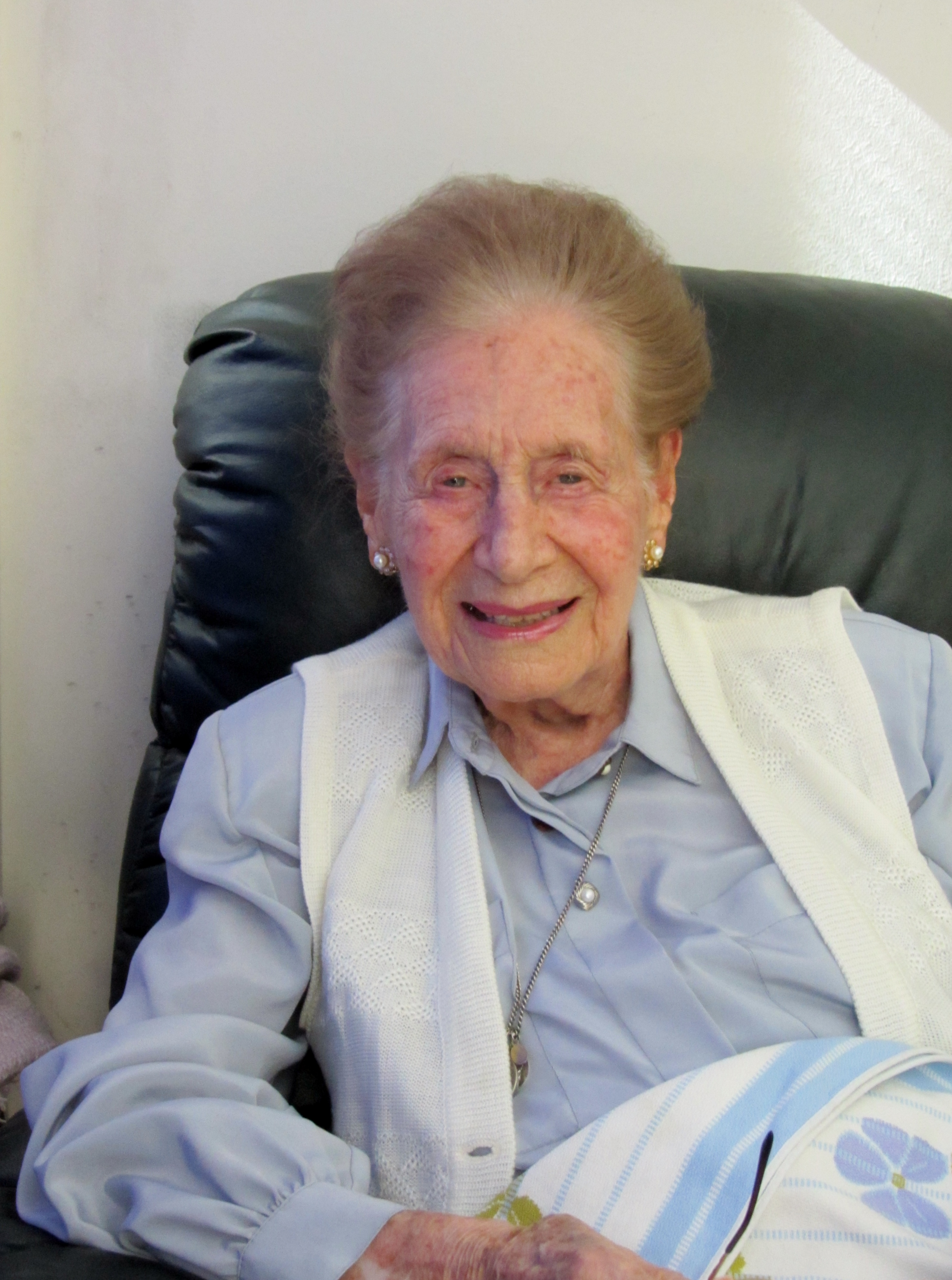
Адриана Ольгин

- Биркеланд, Турид (53) — норвежский государственный деятель, министр культуры (1996—1997)[62].
- Боков, Лев Алексеевич (71) — советский и российский физик, проректор по научной работе Томского государственного университета систем управления и радиоэлектроники (с 2008 года), профессор, почётный работник высшего профессионального образования Российской Федерации[63].
- Британишский, Владимир Львович (82) — советский и российский поэт, переводчик, прозаик, литературовед[64].
- Гест, Уильям (74) — американский певец (Gladys Knight & the Pips)[65].
- Додень, Эжен (92) — французский скульптор[66].
- Королёв, Владимир Сергеевич (91) — участник Великой Отечественной войны, полный кавалер ордена Славы, почётный гражданин Тулы[67].
- Метелица, Валерий Андреевич (74) — советский и российский тренер по самбо, заслуженный тренер СССР и Российской Федерации[68].
- Мустаев, Хашим Фатыхович (97) — советский и российский башкирский артист балета и балетмейстер, заслуженный работник культуры БАССР, заслуженный деятель искусств Республики Башкортостан[69].
- Ольгин, Адриана (104) — чилийский государственный деятель, министр культуры (1952)[70].
- Росляков, Андрей Григорьевич (88) – советский и российский хирург, член-корреспондент РАН (2014; член-корреспонлент АМН СССР с 1986) [71].
- Сайфиддинов, Шарофиддин Сангинович (86) — советский и таджикский композитор, заслуженный деятель искусств Таджикской ССР (1974)[72].

### 23 декабря

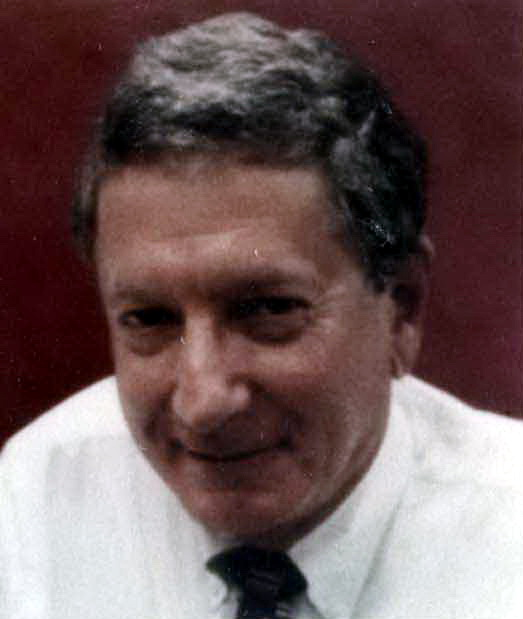
Альфред Гилман

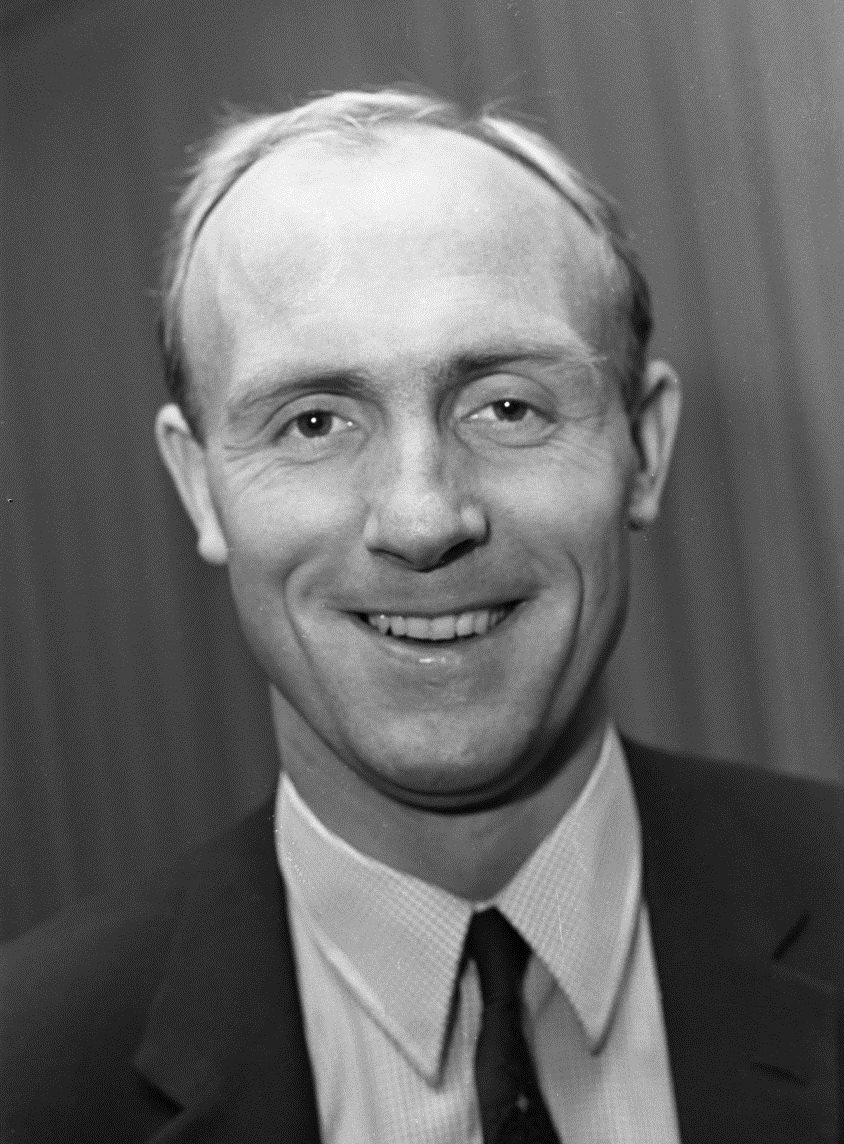
Дон Хоу

- Айт Ахмед, Хосин (89) — алжирский политический деятель, основатель (1963) и лидер Фронта социалистических сил[73].
- Андабеков, Сейитказы (90) — советский и киргизский актёр, артист Нарынского областного драматического театра, народный артист Киргизской ССР (1984), муж актрисы Койсун Карасартовой[74].
- Гилман, Альфред (74) — американский физиолог, лауреат Нобелевской премии в области физиологии и медицины (1994)[75].
- Жилисбаев, Бекен Бекенович (92) — советский и казахстанский певец, педагог, народный артист Казахской ССР (1977)[76].
- Кано де ла Фуэнте, Карлос (60) — перуанский актёр и продюсер; рак поджелудочной железы[77].
- Крайтон, Генри (78) — британский аристократ, граф Эрн (с 1940)[78].
- Пельт, Жан-Мари (82) — французский биолог, основатель Европейского института экологии[79].
- Садчиков, Николай Иванович (69) — советский и российский дипломат, Чрезвычайный и Полномочный Посол Российской Федерации в Швеции (2001—2005), Постоянный представитель, Чрезвычайный и Полномочный Посол Российской Федерации в Ватикане (2005—2013)[80].
- Улусу, Бюлент (92) — турецкий государственный деятель, премьер-министр Турции (1980—1983)[81].
- Хаддад, Грегори (91) — католический архиепископ Бейрута и Библа (1968—1975)[82].
- Хоу, Дон (80) — английский футболист и тренер[83].

### 22 декабря

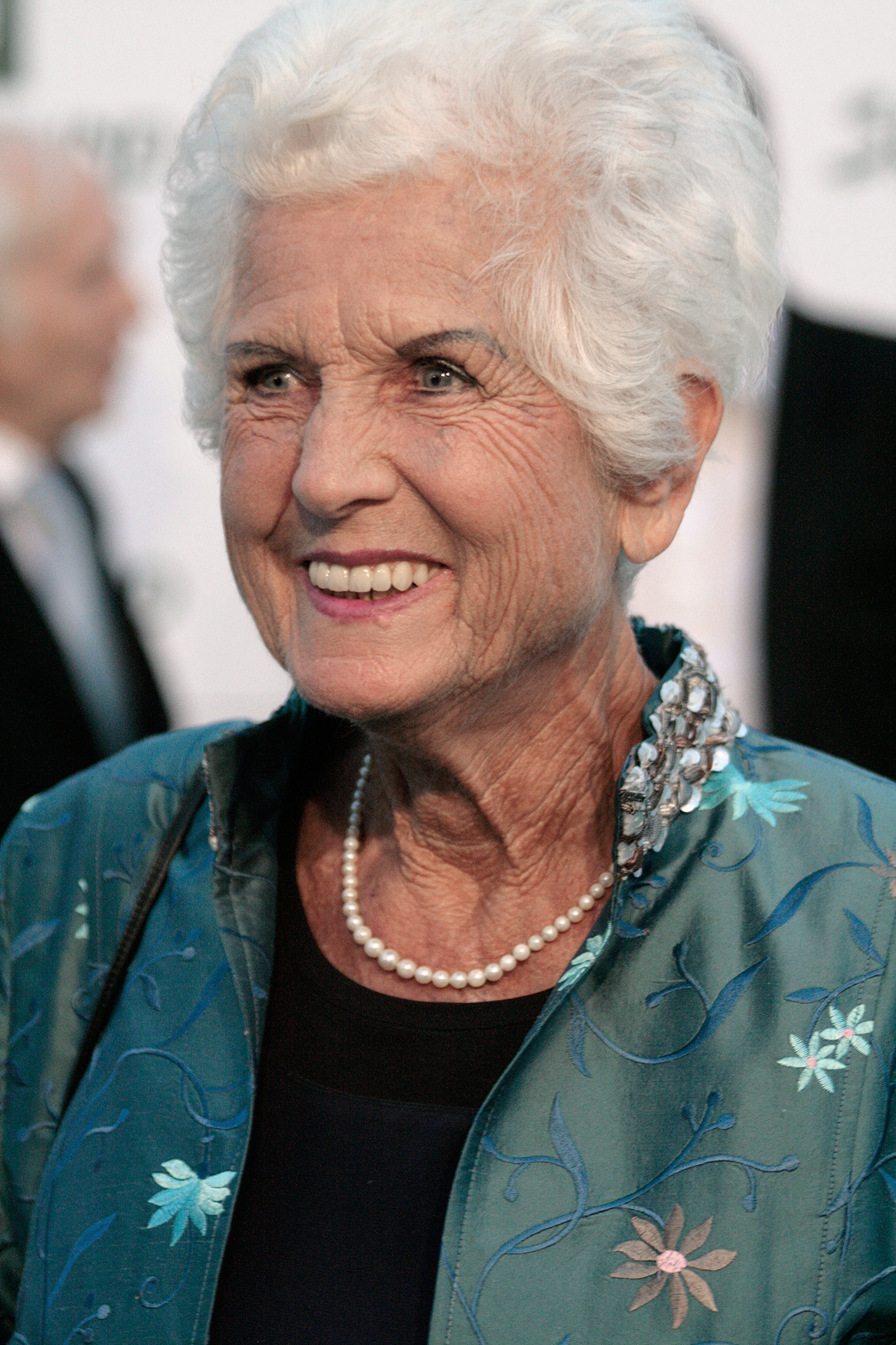
Фреда Мейсснер-Блау

- Ван Остен, Карсон (70) — американский художник, лауреат премии «Легенды Диснея» (2015)[84].
- Владимиров, Леонид Владимирович (91) — советский журналист, писатель, переводчик, диссидент[85].
- Маккартер, Брук (52) — американский актёр («Пропащие ребята»)[86].
- Мейсснер-Блау, Фреда (88) — австрийский политический деятель, основательница партии «Зелёные — Зелёная альтернатива» (1986)[87].
- Мусин, Валерий Абрамович (76) — советский и российский юрист, профессор Санкт-Петербургского государственного университета, член-корреспондент РАН (2008), заслуженный деятель науки Российской Федерации (2002)[88].

### 21 декабря

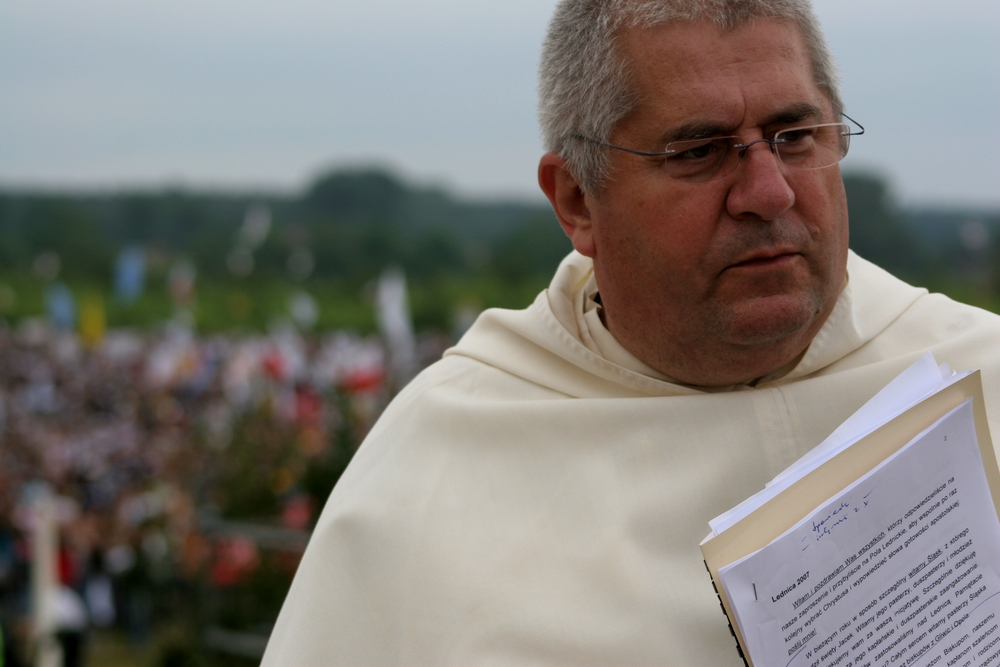
Ян Гура

- Барнс, Кэрол (68) — австралийская актриса[89][90].
- Билунова, Римма Ивановна (75) — советская и российская шахматистка, старший тренер женской команды СССР (1983—1987)[91].
- Борисенок, Юрий Дмитриевич (74) — советский и украинский актёр Киевского ТЮЗа и кино, народный артист Украины[92].
- Брджович, Деян (49) — югославский и сербский волейболист, бронзовый призер летних Олимпийских игр в Атланте (1996)[93].
- Гура, Ян (67) — польский католический священник, член монашеского ордена доминиканцев[94].
- Диоскор (80) — патриарх Эритрейской православной церкви (с 2007)[95].
- Ларссон, Вильгот (83) — шведский хоккеист, чемпион мира (1957)[96].
- Мамедоглу, Алескер (69) — советский и азербайджанский актёр театра и кино («Тегеран-43», «Мерзавец»), заслуженный артист Азербайджана (2002)[97].
- Петриашвили, Давид Гурамович (46) — грузинский футболист и футбольный менеджер, сын футболиста Гурама Петриашвили; ДТП[98].
- Петухов, Виктор Петрович (72) — советский и российский тренер и судья всесоюзной категории по плаванию, председатель Федерации плавания Удмуртской Республики, заслуженный тренер России[99].
- Попов, Йордан (74) — болгарский писатель-сатирик[100].
- Романов, Юрий Борисович (70) — советский и российский композитор, баянист, концертмейстер и педагог, художественный руководитель ансамбля «Воронежские девчата», народный артист Российской Федерации (1997)[101].
- Трощинский, Андрей Борисович (37) — казахстанский хоккеист, младший брат Алексея Трощинского; сердечный приступ[102].
- Элиотт, Патрисия (77) — американская киноактриса; рак[103].
- Ярборо, Эммануэль (51) — американский борец, чемпион мира по сумо (1995), самый тяжёлый боец в истории смешанных боевых искусств[104].

### 20 декабря
- Геодакян, Георгий Шмавонович (87) — советский и армянский музыковед, педагог, заслуженный деятель искусств Армянской ССР (1980)[105].
- Зайнетдинов, Рашит Сайфутдинович (77) — советский и российский художник, профессор, народный художник Республики Башкортостан (2008)[106].
- Макьюан, Анджела (81) — американская киноактриса («Небраска»)[107].
- Саттон, Озелл (90) — американский правозащитник, борец за права чернокожих американцев[108].
- Тарабин, Евгений Дмитриевич (57) — советский и российский керамист-реставратор; инсульт[109].

### 19 декабря

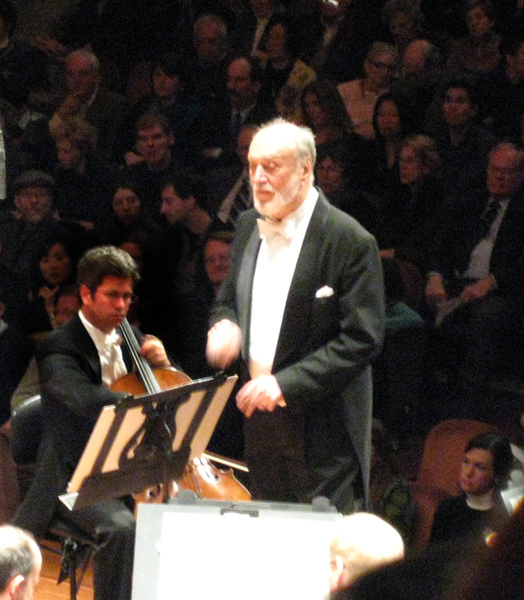
Курт Мазур

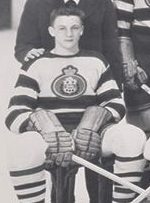
Ричард Мур

- Грейс, Морис — австралийский гребец.
- Кунтар, Самир (53) — ливанский террорист[110].
- Мазур, Курт (88) — немецкий дирижёр[111].
- Морев, Юрий Александрович (72) — советский и российский певец, солист Амурской областной филармонии (с 1977 года), заслуженный артист Российской Федерации (1996)[112].
- Мур, Ричард (84) — канадский хоккеист, шестикратный обладатель Кубка Стэнли в составе клуба «Монреаль Канадиенс»[113].
- Реис, Сельма (55) — бразильская актриса и певица («Дороги Индии»)[114].
- Хилл, Джимми (87) — британский футболист, спортивный телеведущий, тренер и менеджер[115].

### 18 декабря

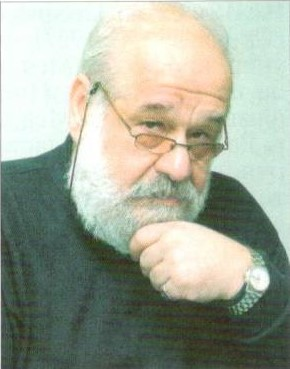
Слободан Чашуле

- Брюве, Люк (56) — бельгийский пианист, дирижёр и композитор[116].
- Георгиев-Гочето, Георги Николов (91) — болгарский киноактёр[117].
- Готтарди, Витторе (74) — швейцарский футболист, участник  чемпионата мира (1966)[118].
- Мебиам, Леон (81) — габонский государственный деятель, вице-президент Габона (1968—1975), премьер-министр Габона (1975—1990)[119].
- Орлова, Галина Петровна (66) — советская киноактриса («Весенняя сказка», «Здравствуйте, я ваша тётя!»)[120].
- Похитайло, Евгений Дмитриевич (89) — советский государственный и политический деятель, первый секретарь Омского обкома КПСС (1987—1989)[121].
- Руков, Могенс (72) — датский драматург и сценарист («Торжество», «Реконструкция»)[122].
- Чашуле, Слободан (70) — македонский государственный деятель и журналист, министр иностранных дел (2001—2002)[123].

### 17 декабря
- Виталь, Лора (49)[значимость?] — российская певица, поэтесса и актриса («Кулагин и партнёры», «Любовь как любовь», «Огонь любви»)[124].
- Ковачевич, Жанетт — австралийский герпетолог.
- Костюков, Владимир Викторович (61) — советский футболист и белорусский тренер, главный тренер клуба «Днепр (Могилёв)» (2006—2007), мастер спорта СССР[125].
- Соловьёв, Николай Николаевич (74) — советский актёр театра и кино, эстрадный певец, заслуженный артист РСФСР (1982)[126].
- Тегляцов, Георгий Александрович (61) — советский футболист, защитник клуба «Нистру» (Кишинёв) (1973—1985), тренер[127].
- Хаяиси, Осаму (95) — японский биохимик, президент Международного союза биохимии и молекулярной биологии (1973—1976), первооткрыватель оксигеназ, лауреат премии Вольфа (1986)[128].

### 16 декабря

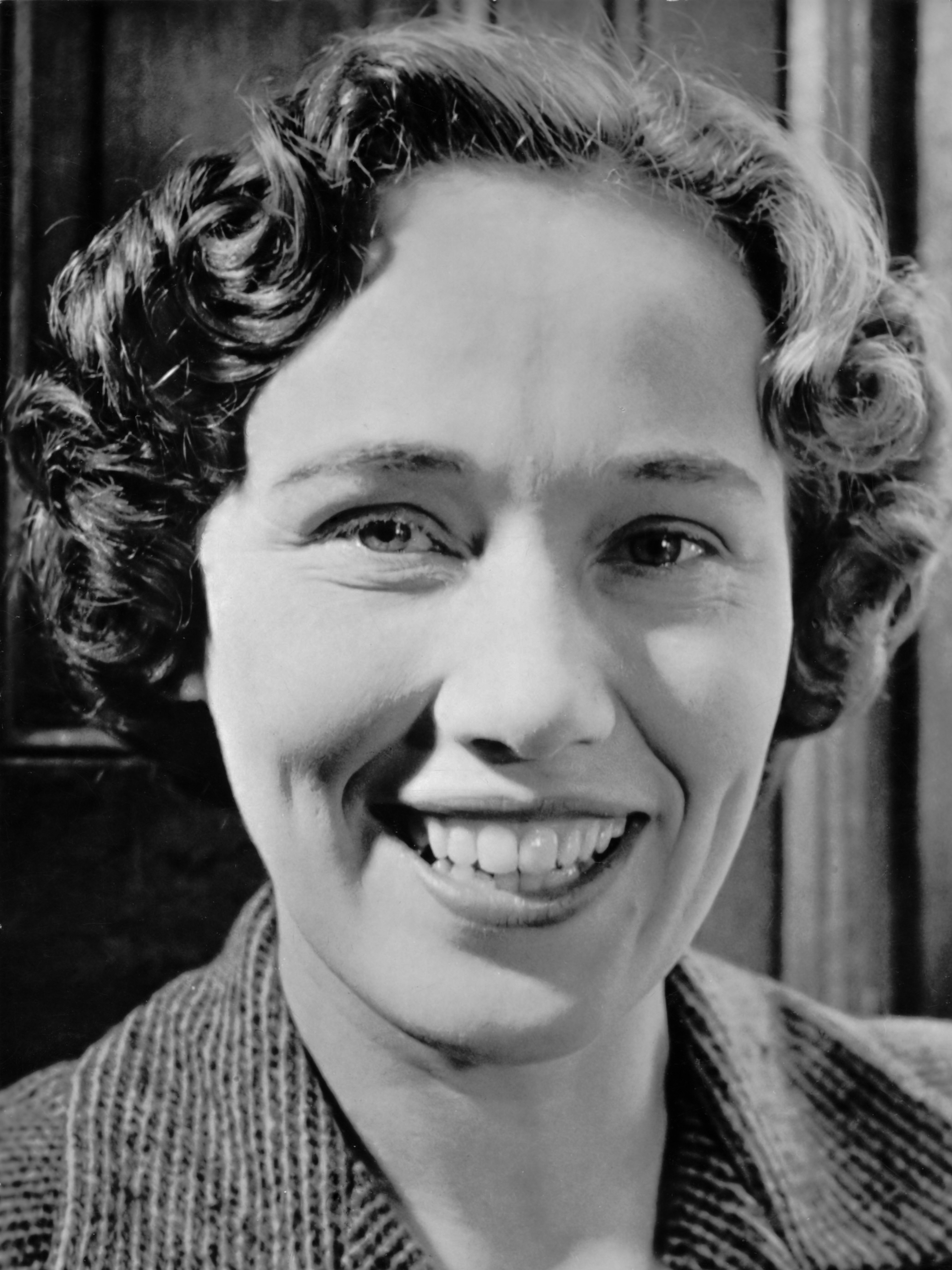
Афье Хейнис

- Адам, Рот (57) — американский гитарист, композитор и актёр[129].
- Андо, Нобору (89) — японский бизнесмен, актёр, режиссёр, продюсер, писатель[130].
- Гловяк, Александр Иванович (53) — советский и российский актёр («Покровские ворота», «Гардемарины, вперёд!»); убит[131].
- Гулиев, Эльтон Расим оглы (59) — азербайджанский адвокат и правозащитник; рак[132].
- Данилин, Сергей Николаевич (67) — советский киноактёр и режиссёр[133].
- Дикинсон, Питер (88) — британский писатель, двукратный лауреат медали Карнеги (1979, 1980), лауреат Уитбредовской премии (1998)[134].
- Кутуев, Андрей Васильевич (90)[значимость?] — советский и российский художник, участник Великой Отечественной войны[135].
- Хейнис, Афье (91) — нидерландская певица, лауреат Международной музыкальной премии Харриет Коэн (1961)[136].
- Шубина, Любовь Фёдоровна (63) — российский государственный деятель, депутат Государственной Думы России V созыва (2007—2011)[137].

### 15 декабря

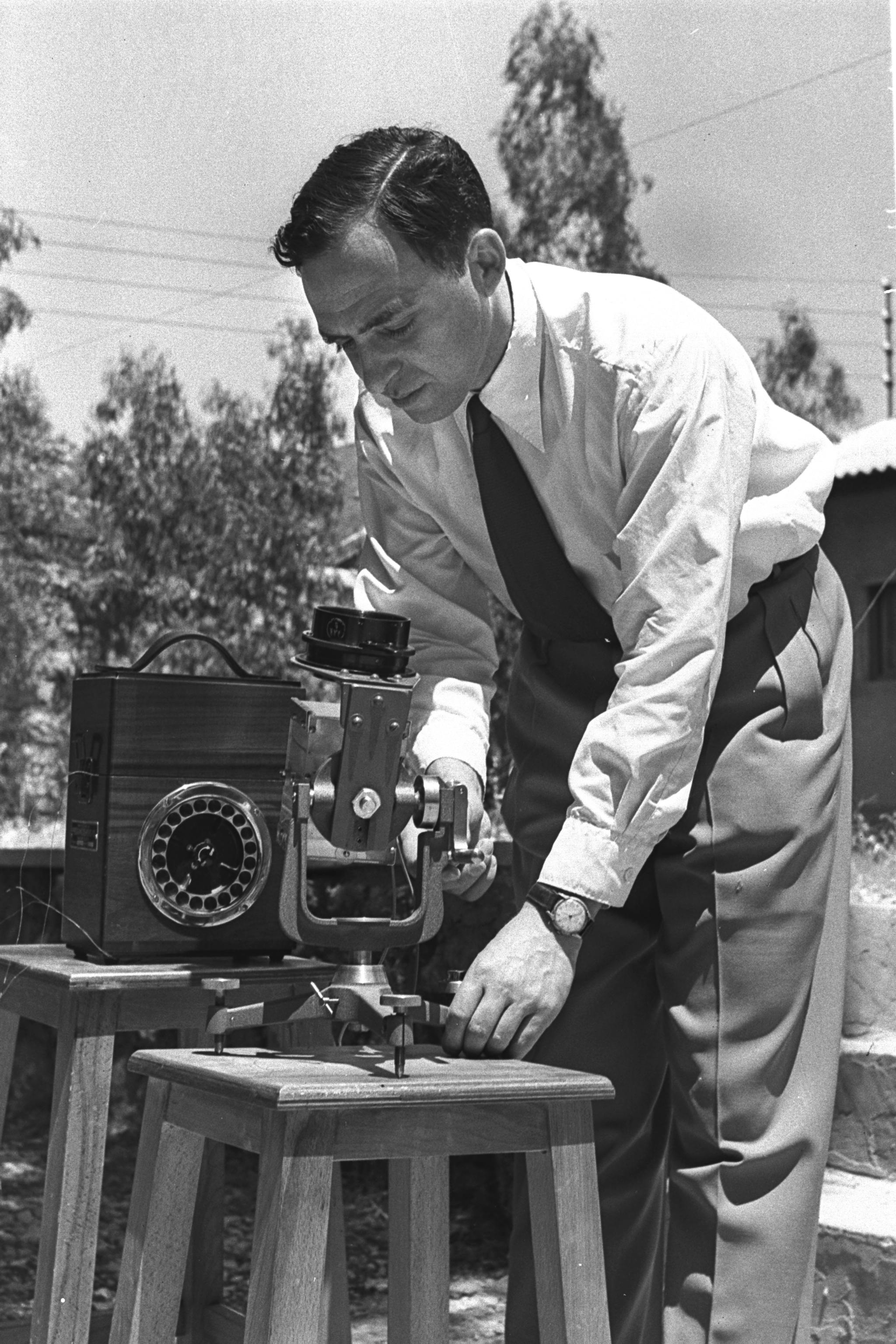
Харри Цви Табор

- Арден, Том (54) — австралийский писатель-фантаст[138].
- Джелли, Личо (96) — итальянский бизнесмен, глава секретной масонской организации «П-2»[139].
- Рубинский, Владимир Васильевич (92) — участник Великой Отечественной войны, майор, командир расчёта противотанковой артиллерии, Герой Советского Союза (1945)[140].
- Поуг, Кеннет (81) — канадский актёр[141].
- Табор, Харри Цви (98) — израильский физик, «отец» израильской солнечной энергетики, один из создателей органического цикла Ренкина[142].

### 14 декабря

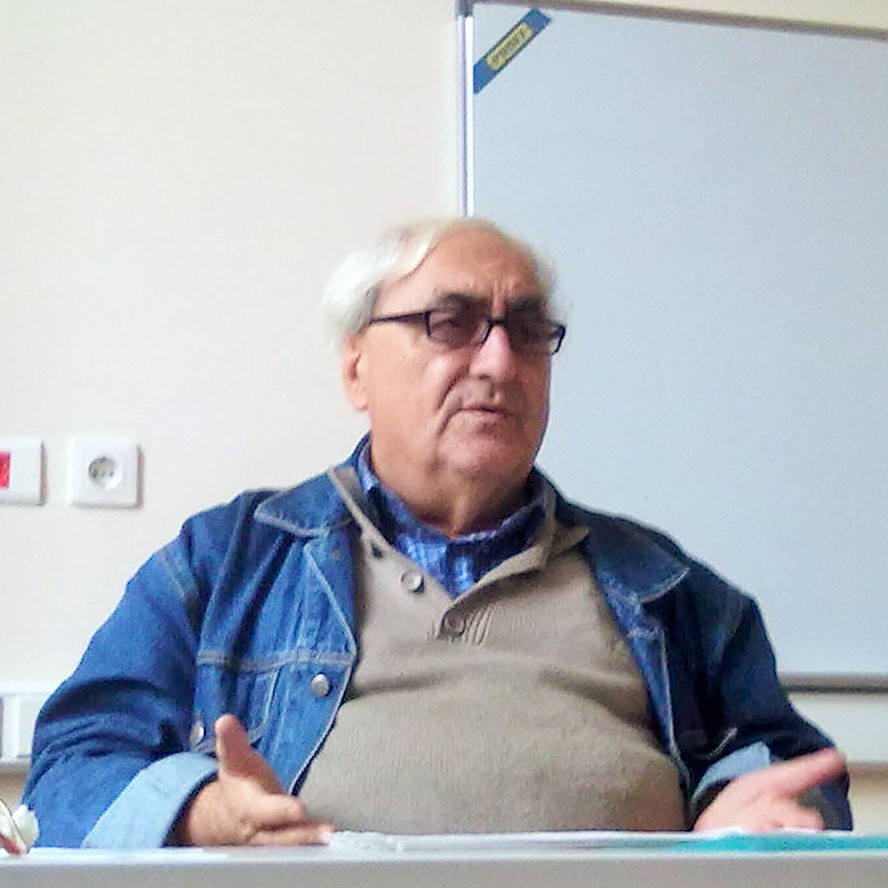
Дмитрий Арапов

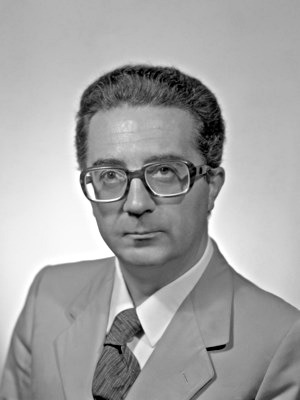
Армандо Коссутта

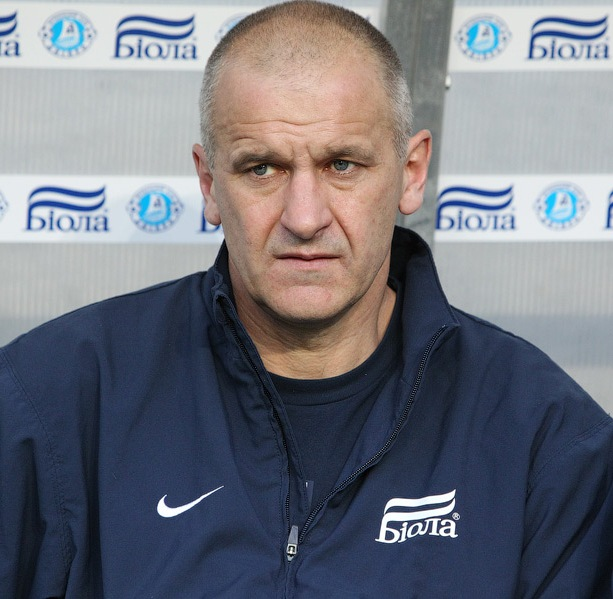
Вадим Тищенко

- Арапов, Дмитрий Юрьевич (72) — советский и российский историк-востоковед, доктор исторических наук, профессор[143].
- Базанков, Михаил Фёдорович (78) — советский и российский писатель, заслуженный работник культуры Российской Федерации (1992)[144].
- Вербец, Альберт Васильевич (72) — советский и украинский актёр, режиссёр, драматург, заслуженный артист Украины (1999)[145].
- Коссутта, Армандо (89) — итальянский государственный и политический деятель, депутат Сената и Палаты депутатов, депутат Европейского парламента (1999—2004), один из основателей и президент Партии коммунистического возрождения (1991—1998), основатель и первый руководитель Партии итальянских коммунистов (1998—2000)[146].
- Михайлов, Эдуард Владимирович (47) — тренер мужской сборной Российской Федерации по лыжным гонкам (с 2011 года), мастер спорта России; автокатастрофа[147].
- Рзаев, Азер Гусейн оглы (85) — советский и азербайджанский композитор и педагог, народный артист Азербайджанской ССР (1990)[148].
- Тищенко, Вадим Николаевич (52) — советский и украинский футболист и тренер, чемпион летних Олимпийских игр в Сеуле (1988), спортивный директор клуба «Днепр» (Днепропетровск) (с 2011 года)[149].

### 13 декабря

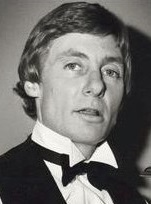
Джон Бэннон

- Андерсон, Бенедикт (79) — британский политолог и социолог, профессор Корнеллского университета, автор книги «Воображаемые сообщества»[150].
- Бэннон, Джон (72) — австралийский государственный деятель, премьер-министр Южной Австралии (1982—1992)[151].
- Креаторе, Луиджи (93) — американский автор песен и продюсер, лауреат премии «Грэмми» (1977)[152].
- Кудлёнок, Александр Святославович (61)[значимость?] — российский хозяйственный деятель, директор Гусиноозёрской ГРЭС (с 2007)[153].
- Магазов, Азат Шаихзянович (88) — советский и российский писатель, участник Великой Отечественной войны[154].
- Токарев, Пётр Никитич (91) — советский военный деятель, работник образования и учёный, кандидат исторических наук, полковник.
- Фадаи, Хосейн (?) — бригадный генерал Корпуса стражей исламской революции; убит (о смерти объявлено в этот день)[155].

### 12 декабря
- Гадсби, Джон (62) — новозеландский писатель и сценарист[156].
- Дрёмов, Павел Леонидович (38) — военный деятель самопровозглашённой Луганской Народной Республики, казачий атаман, командир Шестого отдельного мотострелкового казачьего полка имени М. И. Платова; убит[157].
- Ердин, Йёста (92) — шведский пятиборец, бронзовый призёр летних Олимпийских игр в Лондоне (1948)[158].
- Кленчин, Михаил Александрович (35) — казахстанский юрист, общественный деятель[159].
- Марушкин, Юрий Фёдорович (71) — советский футболист и российский тренер «Динамо» Брянск и «Ротор»[160].
- Маршалл, Иан Ховард (81) — британский теолог-библеист, профессор Абердинского университета, победитель книжной премии «Золотой Медальон» (2005)[161].
- Сиггинз, Роуз (43) — американская актриса[162].

### 11 декабря

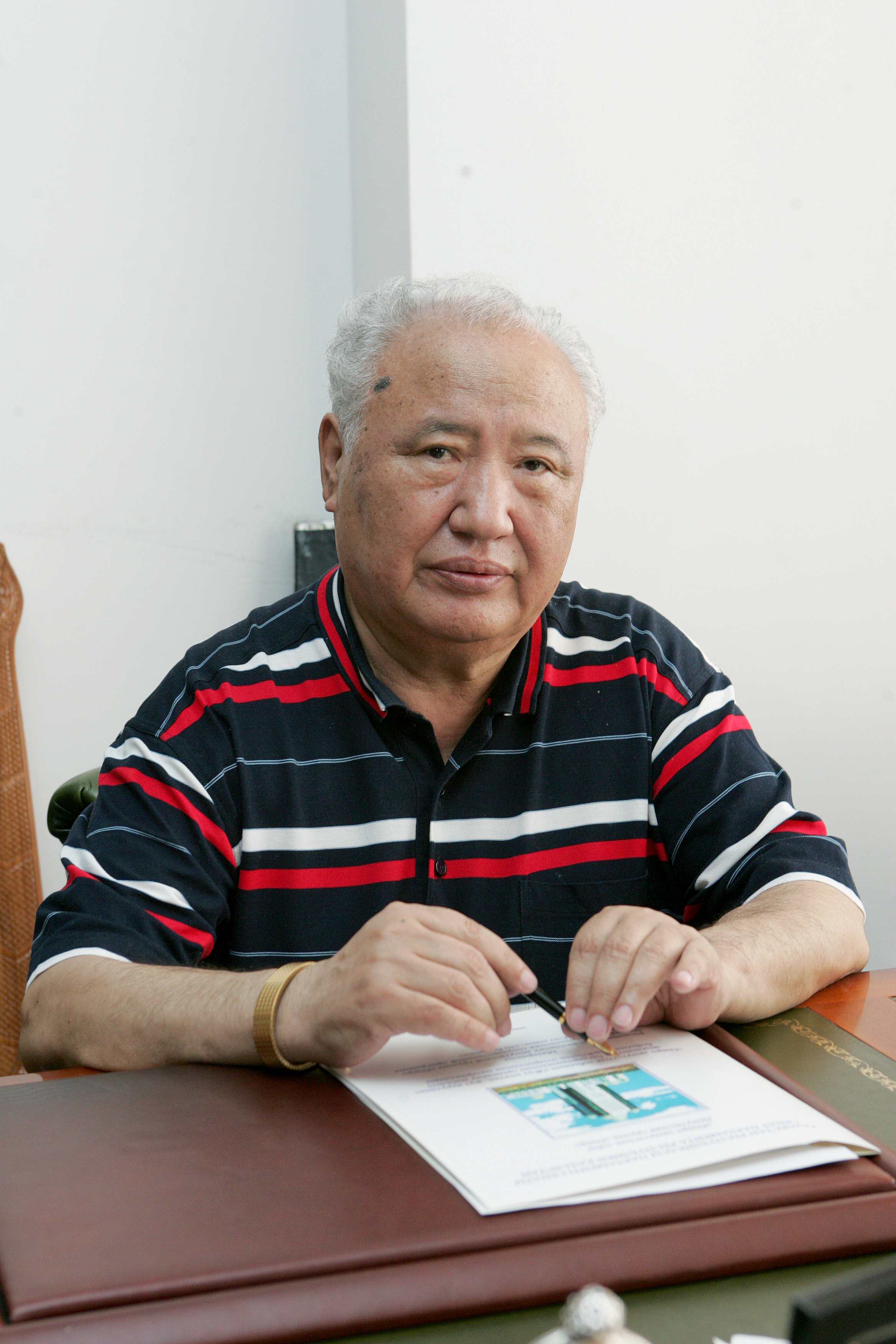
Абиш Кекилбаев

- Адам, Михай (75) — румынский футболист, лучший бомбардир чемпионата страны (1966, 1968, 1974)[163].
- Воинов, Вадим Серафимович (75) — советский и российский художник и искусствовед[164].
- Дегтяренко, Пётр Кузьмич (72) — советский и украинский театральный актёр[165].
- Ермаков, Фома Кузьмич (87) — советский и российский удмуртский критик и литературовед, почётный работник высшего профессионального образования Российской Федерации (2002)[166].
- Кашинцев, Игорь Константинович (83) — советский и российский актёр театра и кино, народный артист Российской Федерации (2003)[167].
- Кекилбаев, Абиш Кекилбаевич (76) — советский и казахский филолог, писатель и государственный деятель, председатель Верховного Совета Республики Казахстан XIII созыва (1994—1995), Герой Труда Казахстана (2009)[168].
- Левандовский, Анджей (59) — польский спортивный журналист[169].
- Уильямс, Джон (53) — американский профессиональный баскетболист[170].

### 10 декабря

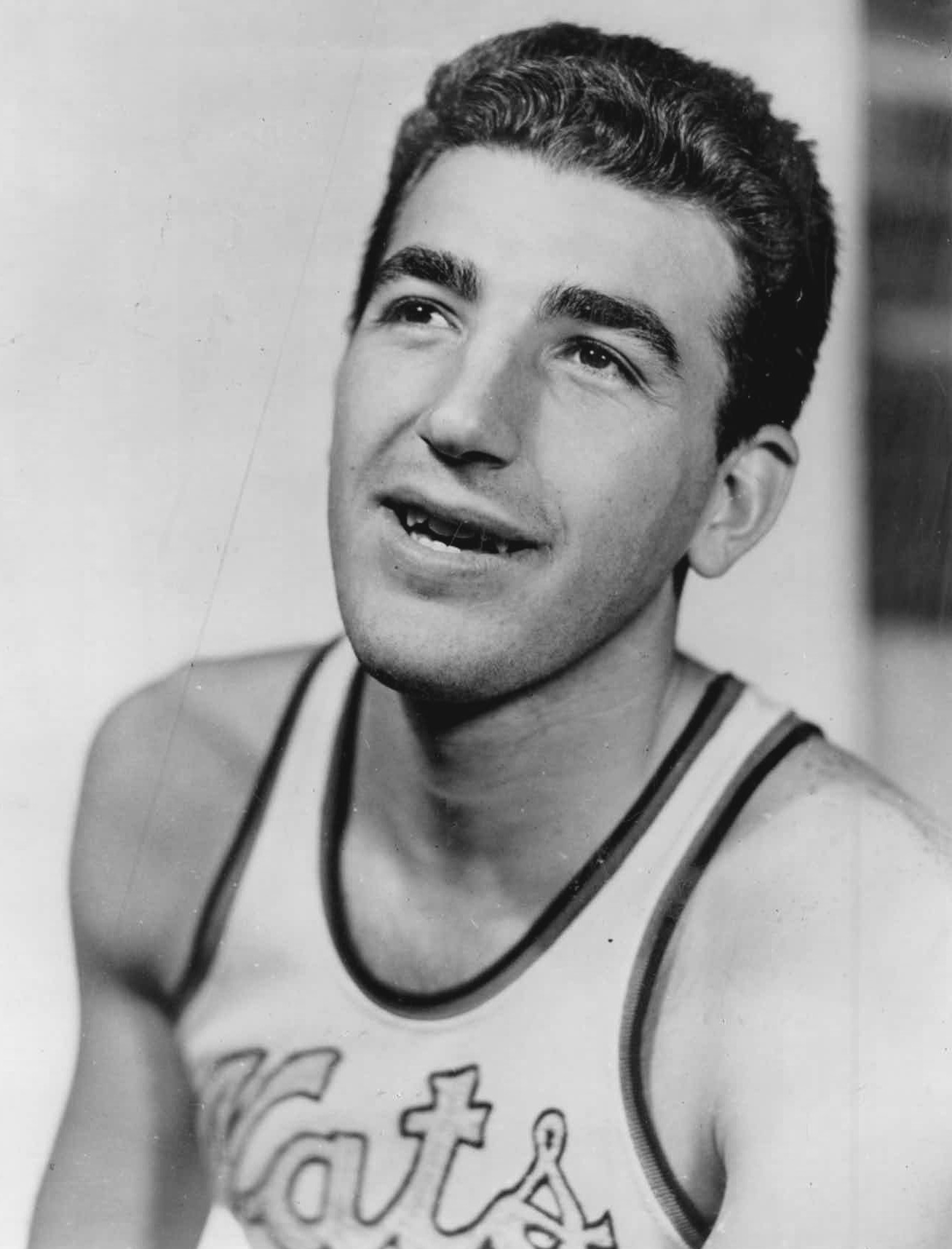
Дольф Шейес

- Перальта, Арнольд (26) — гондурасский футболист, игрок клуба «Олимпия»; убит[171].
- Рубан, Сергей Эдуардович (53) — советский и российский актёр («Пиры Валтасара, или Ночь со Сталиным», «Мордашка», «Ширли-мырли»), первый чемпион СССР по армрестлингу[172].
- Хидоятов, Гога Абрарович (85) — советский и узбекский историк, профессор, заслуженный деятель науки Республики Узбекистан[173].
- Шейес, Дольф (87) — американский баскетболист[174].
- Эру, Дени (75) — канадский режиссёр и продюсер, номинант на премию «Оскар» (1982) («Атлантик-Сити»)[175][176].

### 9 декабря

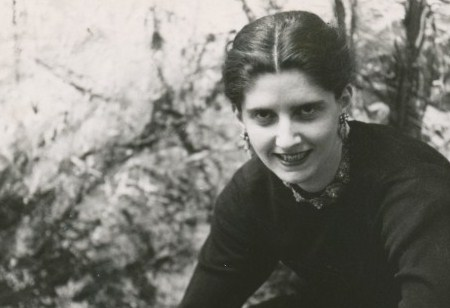
Шошана Афроим

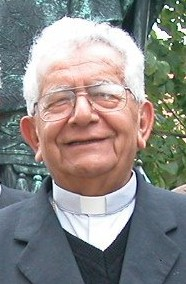
Хулио Террасас Сандоаль

- Афроим, Шошана (88) — австрийская художница[177].
- Груя, Георге (75) — румынский гандболист, бронзовый призёр летних Олимпийских игр в Мюнхене (1972), двукратный чемпион мира (1964, 1970)[178].
- Давыдов, Борис Иванович (79) — советский и российский художник, заслуженный художник Российской Федерации (1997)[179].
- Жувенсио, Жувенал (81) — бразильский юрист, президент футбольного клуба «Сан-Паулу»[180].
- Ларев, Александр Константинович (85) — советский и российский коми писатель и журналист[181].
- Носака, Акиюки (85) — японский писатель, лауреат премии имени Сандзюго Наоки (1967)[182].
- Осликовский, Сергей Николаевич (69) — российский спортивный функционер и тренер, президент Федерации современного пятиборья России (1996—2002), главный тренер сборной России по современному пятиборью (2004—2012), контр-адмирал в отставке[183].
- Роуэн, Генри (92) — американский инженер и филантроп, чьим именем назван университет Роуэна[184].
- Саратов, Валерий Владимирович (62) — украинский государственный деятель, председатель Севастопольской городской государственной администрации (2010—2011)[185].
- Смагин, Виталий Георгиевич (78) — советский и российский художник, народный художник Российской Федерации (1993)[186].
- Тарлапан, Ефим Константинович (71) — молдавский советский поэт-сатирик[187].
- Террасас Сандоваль, Хулио (79) — боливийский кардинал[188].
- Фурно, Карло (94) — итальянский куриальный кардинал и ватиканский дипломат[189].

### 8 декабря

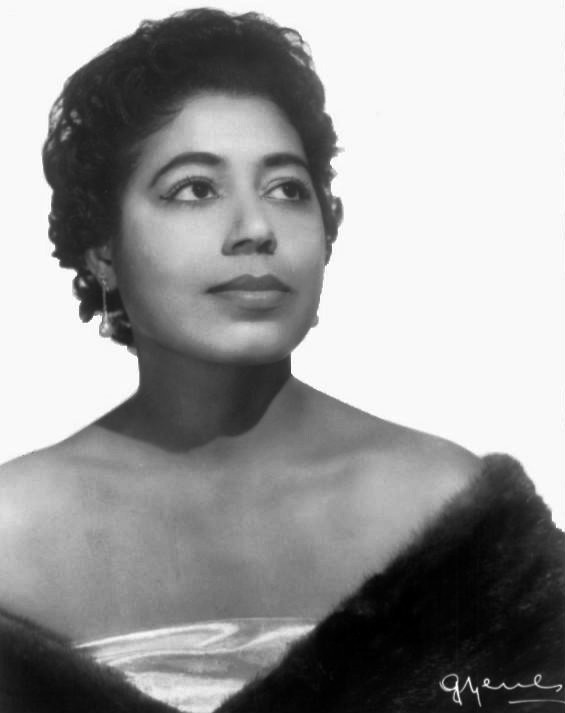
Маттивильда Доббс

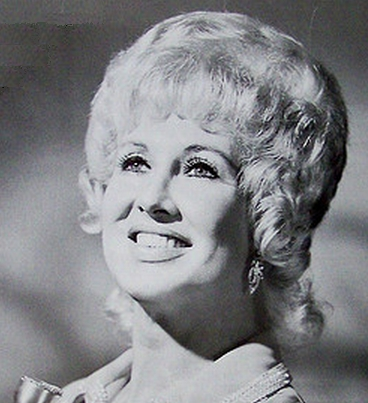
Бонни Лу

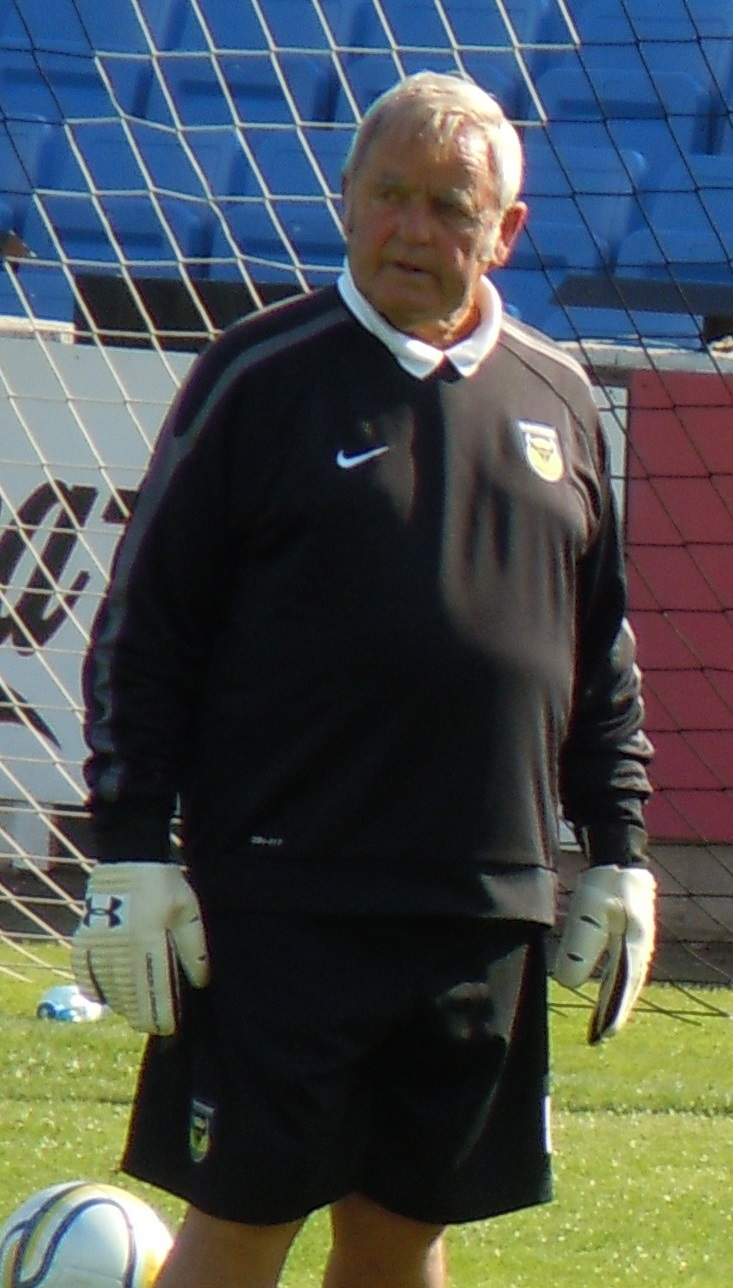
Алан Холжкинсон

- Бальдуччи, Ришар (86) — французский режиссёр и сценарист («Жандарм из Сен-Тропе»)[190].
- Беляев, Николай Михайлович (93) — участник Великой Отечественной войны, один из последних участников штурма Рейхстага в 1945 году[191].
- Бонни Лу (91) — пионер кантри- и рок-музыки и телеведущая[192].
- Доббс, Маттивильда (90) — американская оперная певица (колоратурное сопрано)[193].
- Мезох, Владимир Чемгуевич (85) — советский лётчик-испытатель, Герой Российской Федерации (1995)[194].
- Пивер, Леонид Григорьевич (88) — советский и российский театральный и телевизионный режиссёр (ЧГТРК), сценарист, заслуженный работник культуры Российской Федерации (1997)[195].
- Саможенов, Владимир Федорович (65) — советский и российский художник и писатель; инсульт[196].
- Томпкинс, Дуглас (72) — американский бизнесмен, сооснователь марок The North Face и Esprit[197].
- Труделл, Джон (69) — американский писатель, поэт, актёр, музыкант и общественный деятель, председатель Движения американских индейцев (1973—1979)[198].
- Ходжкинсон, Алан (79) — английский футболист, вратарь «Шеффилд Юнайтед» и сборной Англии[199].

### 7 декабря

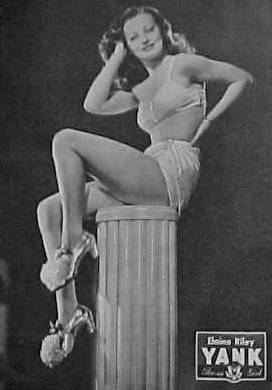
Илэйн Райли

- Борхес, Мирта (93) — венесуэльская актриса («Морена Клара»)[200].
- Бровко, Валерий Леонардович (65) — советский и российский композитор, аранжировщик и музыкант[201].
- Брукс, Мартин (90) — американский актёр[202].
- Вишняков, Виктор Константинович (77) — советский и российский тяжелоатлет, чемпион России, Европы и мира среди ветеранов[203].
- Воробьёв, Габриэль Владиславович (48) — советский и российский киноактёр, рок-музыкант, диджей[204].
- Карабанов, Дмитрий Иванович (88) — советский государственный и российский общественный деятель, председатель исполкома Приморского краевого совета народных депутатов (1977—1986)[205].
- Де Кастро, Лолита (78) — венесуэльский государственный деятель, губернатор штата Сулия (1994—1995)[206].
- Ленски, Джерард (91) — американский социолог[207].
- Мирдита, Ррок Кола (76) — католический прелат, архиепископ Тираны — Дурреса (с 1992 года), Примас Албании[208].
- Райли, Илэйн (98) — американская актриса[209].
- Спинрад, Хайрон (81) — американский астроном, лауреат премии Дэнни Хайнемана в области астрофизики, чьим именем назван астероид 3207 Spinrad[210].
- Стелфокс, Ширли (74) — британская актриса[211].
- Фрикке, Хайнц (88) — немецкий дирижёр, музыкальный директор Берлинской государственной оперы (1961—1992)[212].

### 6 декабря

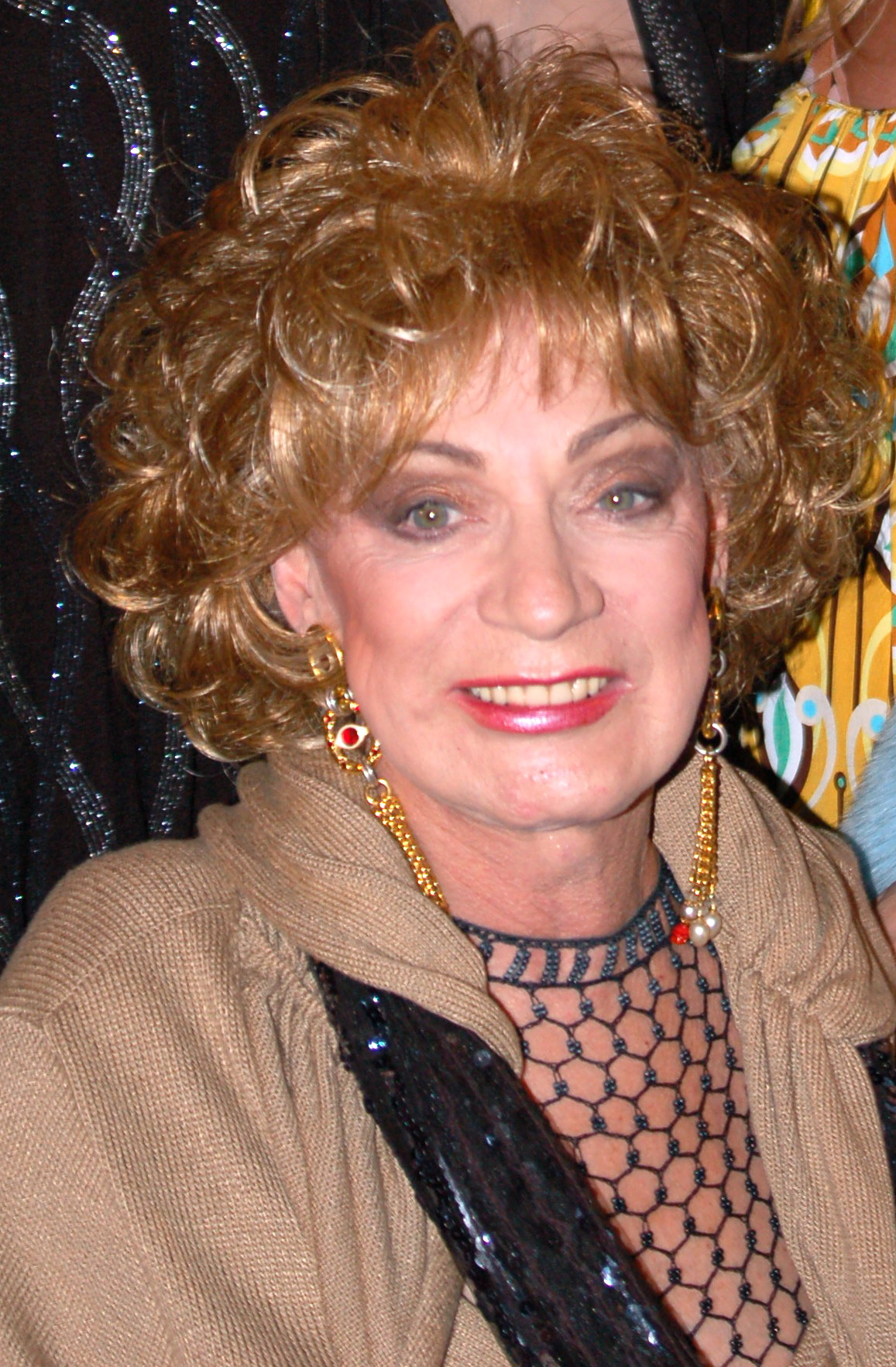
Холли Вудлон

- Бестужев-Лада, Игорь Васильевич (88) — советский и российский историк, социолог и футуролог, академик РАО (1992), заслуженный деятель науки РСФСР (1988)[213].
- Вудлон, Холли (Гарольдо Данхакл) (69) — американская трансгендерная актриса («Мусор», «Бабий бунт», «Близнецы из Айдахо»)[214].
- Гэ Чжуньсюн (70) — тайваньский актёр, двукратный лауреат фестиваля «Золотая лошадь» (1979, 1999)[215].
- Кондратенко, Сергей Анатольевич (58)[значимость?] — советский и российский актёр и режиссёр, артист Ульяновского областного драматического театра им. И. А. Гончарова (с 1980 года)[216].
- Ланг, Франц (84) — немецкий йоделер и музыкант[217].
- Манделли, Мария (90) — итальянский модельер, основатель дома моды Krizia[218].
- Мэнголд, Майк (60) — двукратный чемпион мира по пилотажным гонкам Red Bull Air Race[219].
- Смит, Николас (81) — британский актёр[220].
- Таира, Томи (87) — японская актриса[221].

### 5 декабря

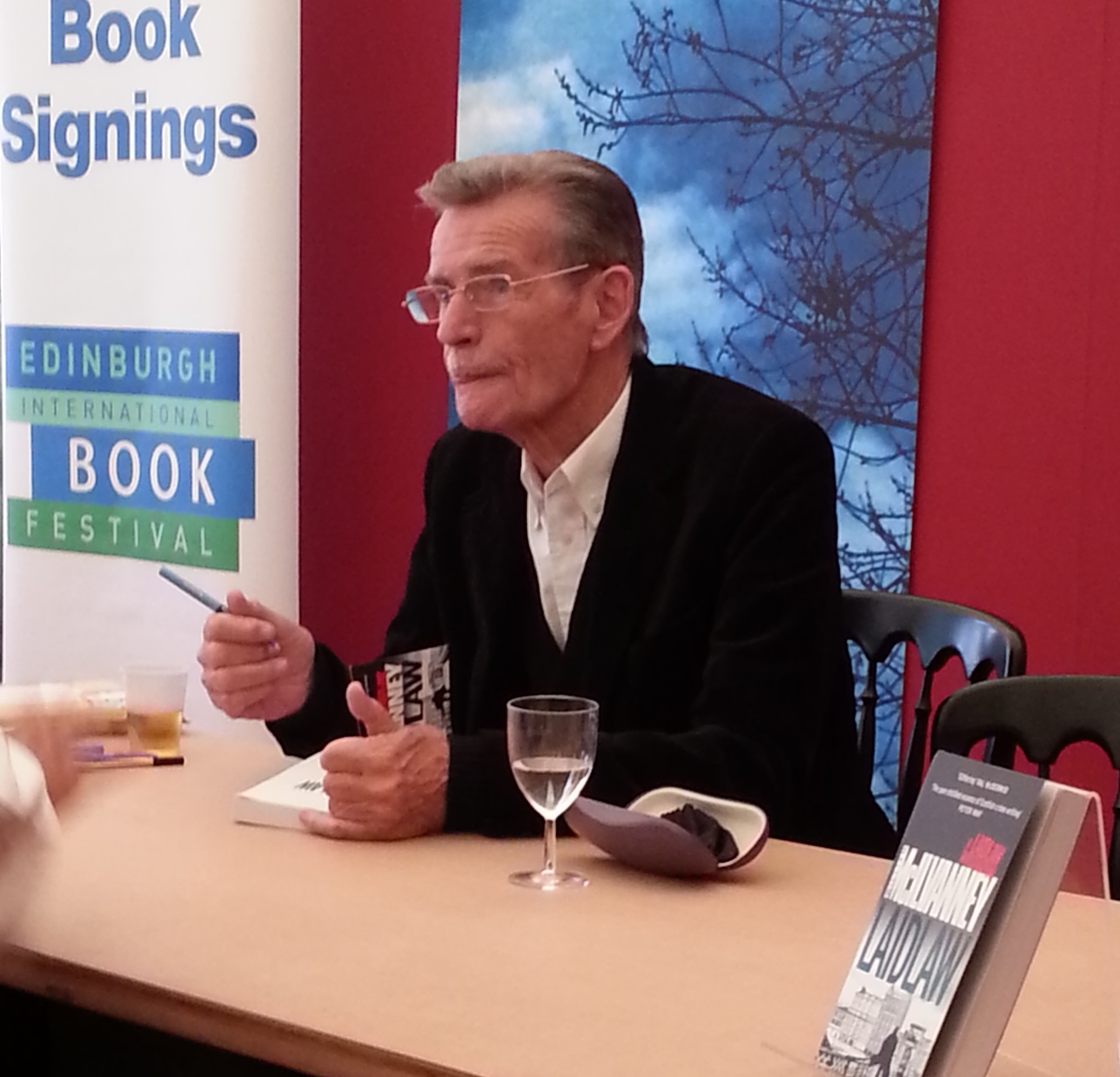
Уильям Макилванни

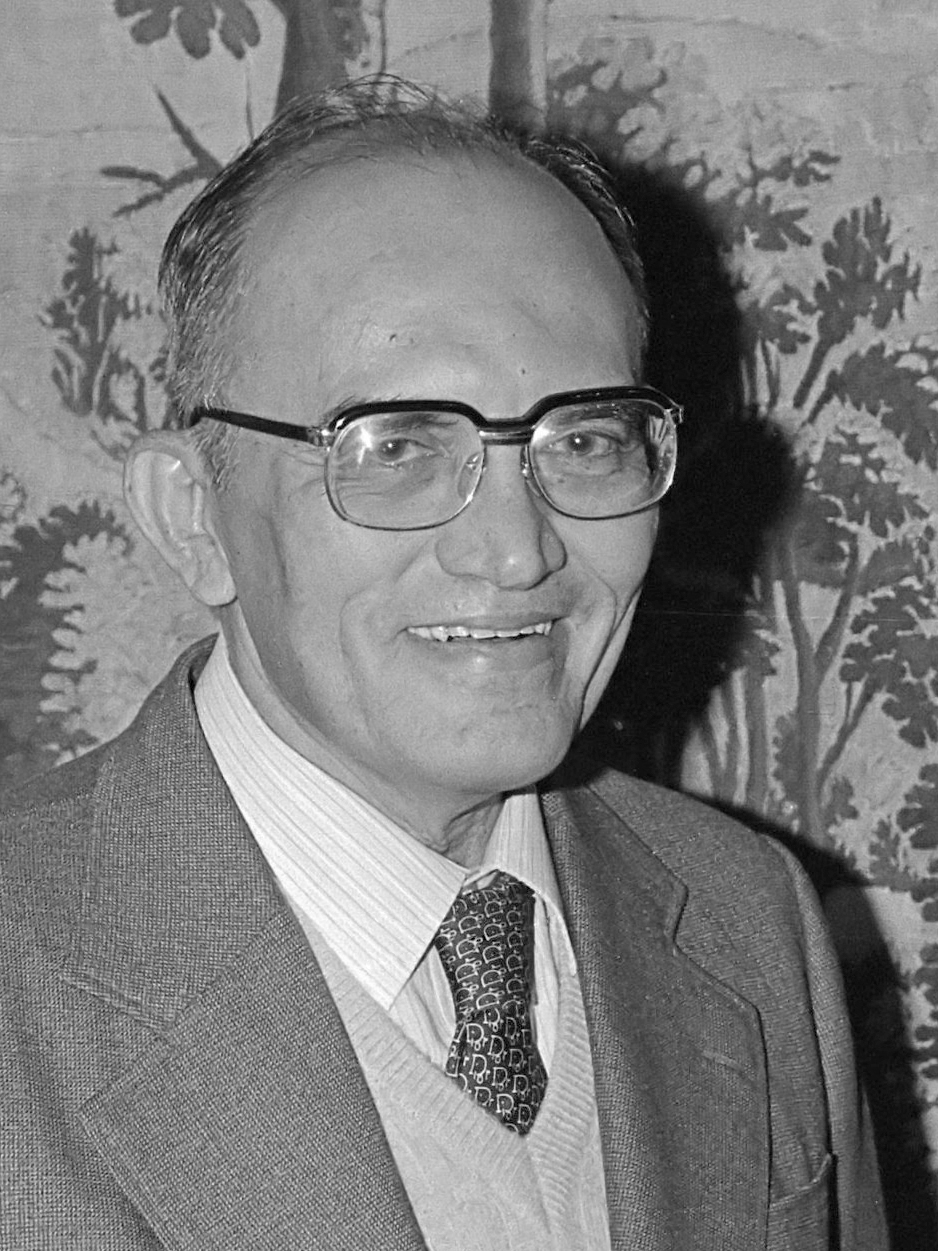
Сиддхи Саветсила

- Жякас, Антанас (84) — советский и литовский актёр театра и кино («Загадка Эндхауза»), писатель[222].
- Занднер, Вольфганг (66) — немецкий физик, президент Немецкого физического общества (2010—2012)[223].
- Макилванни, Уильям (79) — британский писатель и поэт[224].
- Пера, Марилия (72) — бразильская актриса («Манекенщица», «Полнолуние любви», «Талисман»)[225][226].
- Рубин, Тибор (86) — американский военнослужащий, награждённый медалью Почёта (2005)[227].
- Попов, Димитр Илиев (88) — болгарский государственный и политический деятель, премьер-министр Болгарии (1990—1991)[228].
- Саветсила, Ситти (96) — таиландский государственный деятель, министр иностранных дел (1980—1990), заместитель премьер-министра (1986)[229].
- Серра, Сатурно (91) — испанский актёр[230].
- Шпета, Франц (73) — австрийский биолог, ботаник[231].

### 4 декабря

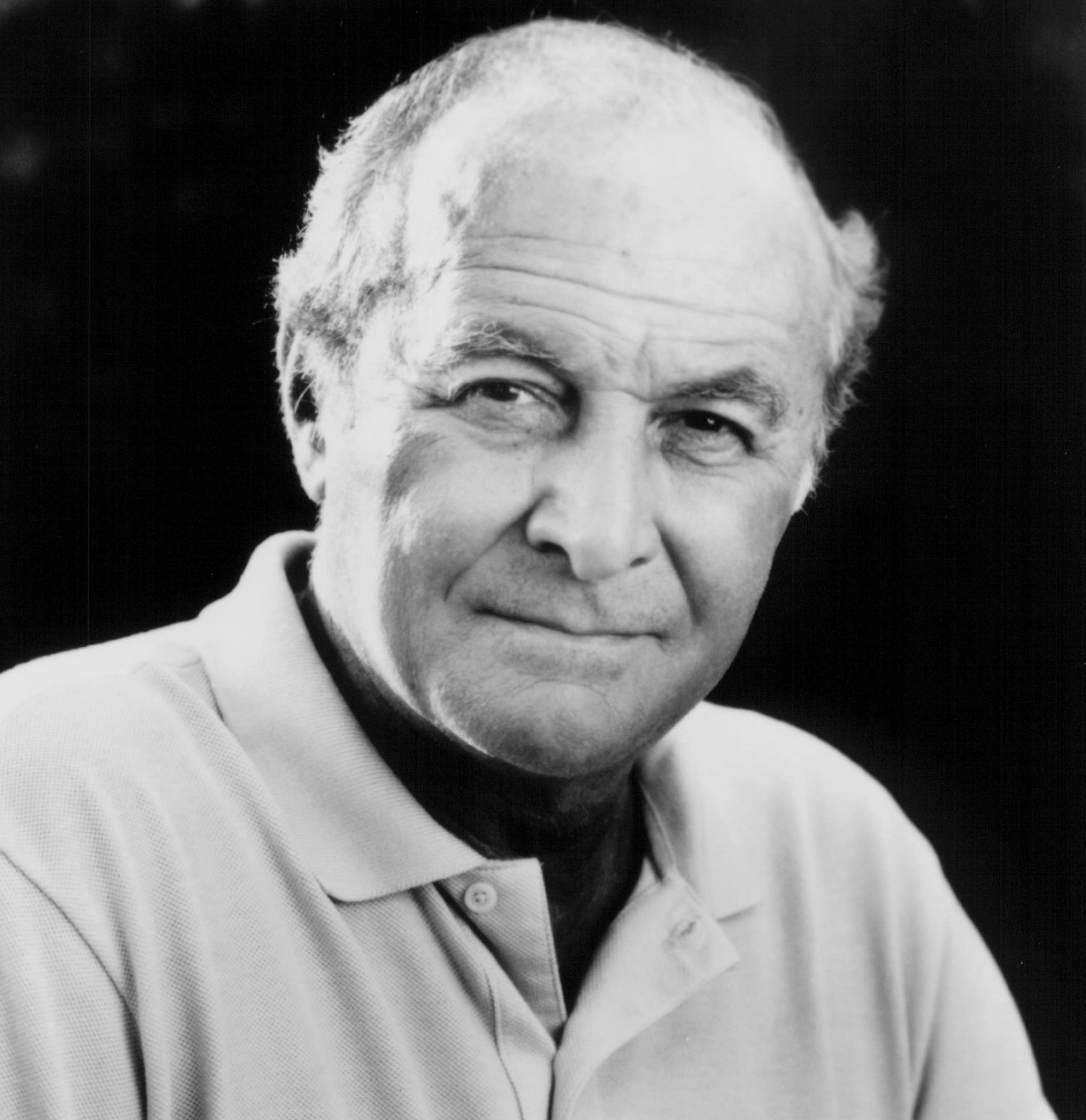
Роберт Лоджиа

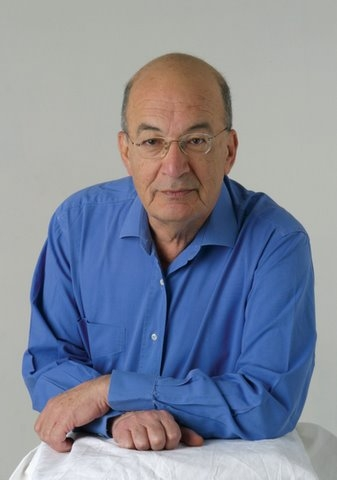
Йоси Сарид

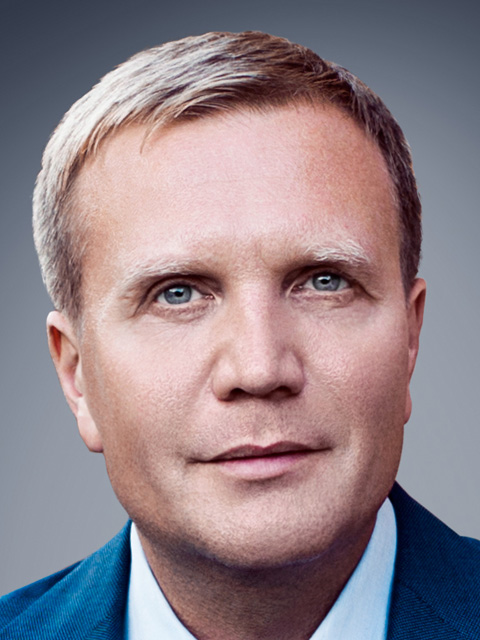
Дмитрий Шумков

- Атоян, Роберт Вардгесович (80) — советский и армянский учёный, главный конструктор Института систем автоматизированного управления НАН Армении, действительный член АН Армянской ССР (1986), заслуженный деятель науки Республики Армения (2011), член Общественного совета Армении[232].
- Беннетт, Билл (83) — канадский государственный деятель, премьер-министр провинции Британская Колумбия (1975—1986)[233].
- Глэд, Джон (73) — американский писатель, переводчик, филолог-русист[234].
- Де Вламинк, Эрик (70) — бельгийский велосипедист, семикратный чемпион мира в велокроссе (1966, 1968, 1969, 1970, 1971, 1972, 1973)[235].
- Камино, Хайме (79) — испанский режиссёр, лауреат Берлинского кинофестиваля (1976)[236][237].
- Лоджиа, Роберт (85) — американский киноактёр[238].
- Макаров, Анатолий Николаевич (76) — советский и украинский литературный критик, писатель, культуролог, исследователь киевской старины[239].
- Очиаури, Ираклий Алексеевич (91) — советский и грузинский скульптор, лауреат Государственной премии СССР (1971)[240].
- Сакураи, Такамаса (49) — японский писатель[241].
- Сарид, Йоси (75) — израильский государственный и политический деятель, журналист, министр охраны окружающей среды (1992—1996), министр образования (1999—2000), лидер партии Мерец (1996—2003)[242].
- Скугхейм, Даг (87) — норвежский писатель[243].
- Сюй Мин (44) — китайский предприниматель и миллиардер[244].
- Хайрутдинов, Рафаэль Ахатович (83) — советский и узбекский архитектор и художник[245].
- Шумков, Дмитрий Владимирович (43) — российский адвокат и инвестор, миллиардер; самоубийство[246].

### 3 декабря

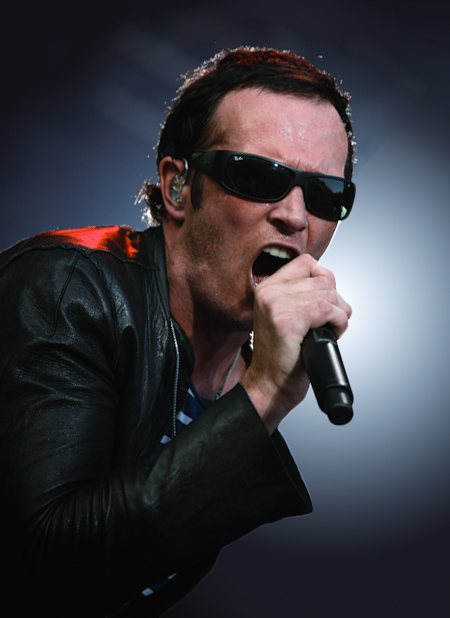
Скотт Уайланд

- Берштейн, Леонид Самойлович (74) — советский и российский математик и специалист по информатике, доктор технических наук, профессор, заслуженный деятель науки и техники Российской Федерации (1996)[247].
- Войтко, Валентина Петровна (75)[значимость?] — советская и российская театральная актриса, артистка Оренбургского государственного областного драматического театра им. М. Горького (с 1991 года)[248].
- Уайланд, Скотт (48) — американский музыкант, вокалист групп Stone Temple Pilots и Velvet Revolver[249].
- Гайгалайте, Эляна (81) — советская и литовская актриса театра и кино, заслуженная артистка Литовской ССР[250].
- Досымбетов, Тимур Камалович (57) — советский и казахстанский спортсмен (современное пятиборье) и спортивный деятель, чемпион мира (1982), президент Национального олимпийского комитета Казахстана (1990—1993, 2002—2006), муж балерины Гульжан Туткибаевой[251].
- Железников, Владимир Карпович (90) — русский советский детский писатель и сценарист, заслуженный деятель искусств Российской Федерации (1995), лауреат Государственной премии СССР (1974, 1986)[252].
- Исабаев, Калмухан (90) — советский и казахский писатель, журналист и краевед; участник Великой Отечественной войны[253].
- Колейн Вим (71) — нидерландский политический деятель, председатель Реформатской партии (2000—2011)[254].
- Павлов, Сергей Михайлович (91) — полковник советской милиции.
- Тейлор, Артур (80) — американский бизнесмен, президент CBS (1972—1976)[255].
- Хуттунен, Эви (93) — финская конькобежка, бронзовый призёр зимних Олимпийских игр в Скво-Вэлли (1960), многократная чемпионка мира[256].
- Яшин, Николай Алексеевич (63) — советский и российский адвокат и дипломат; погиб при пожаре[257].

### 2 декабря

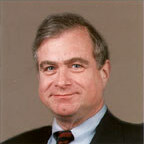
Сэнди Бергер

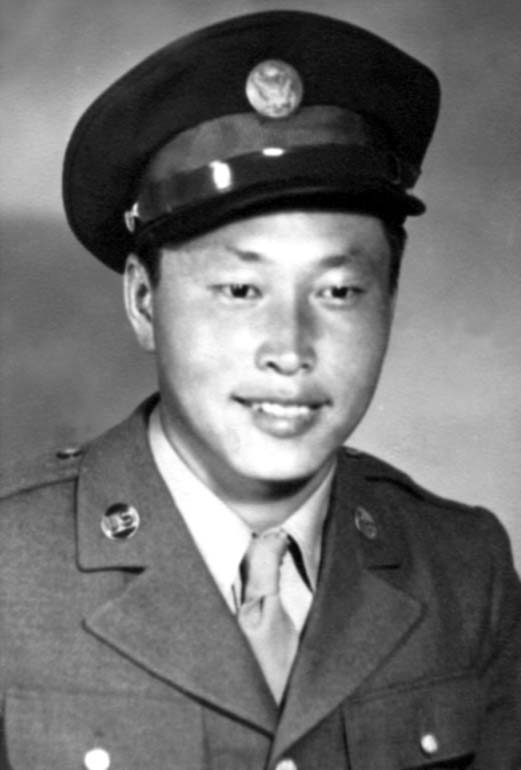
Джордж Сакато

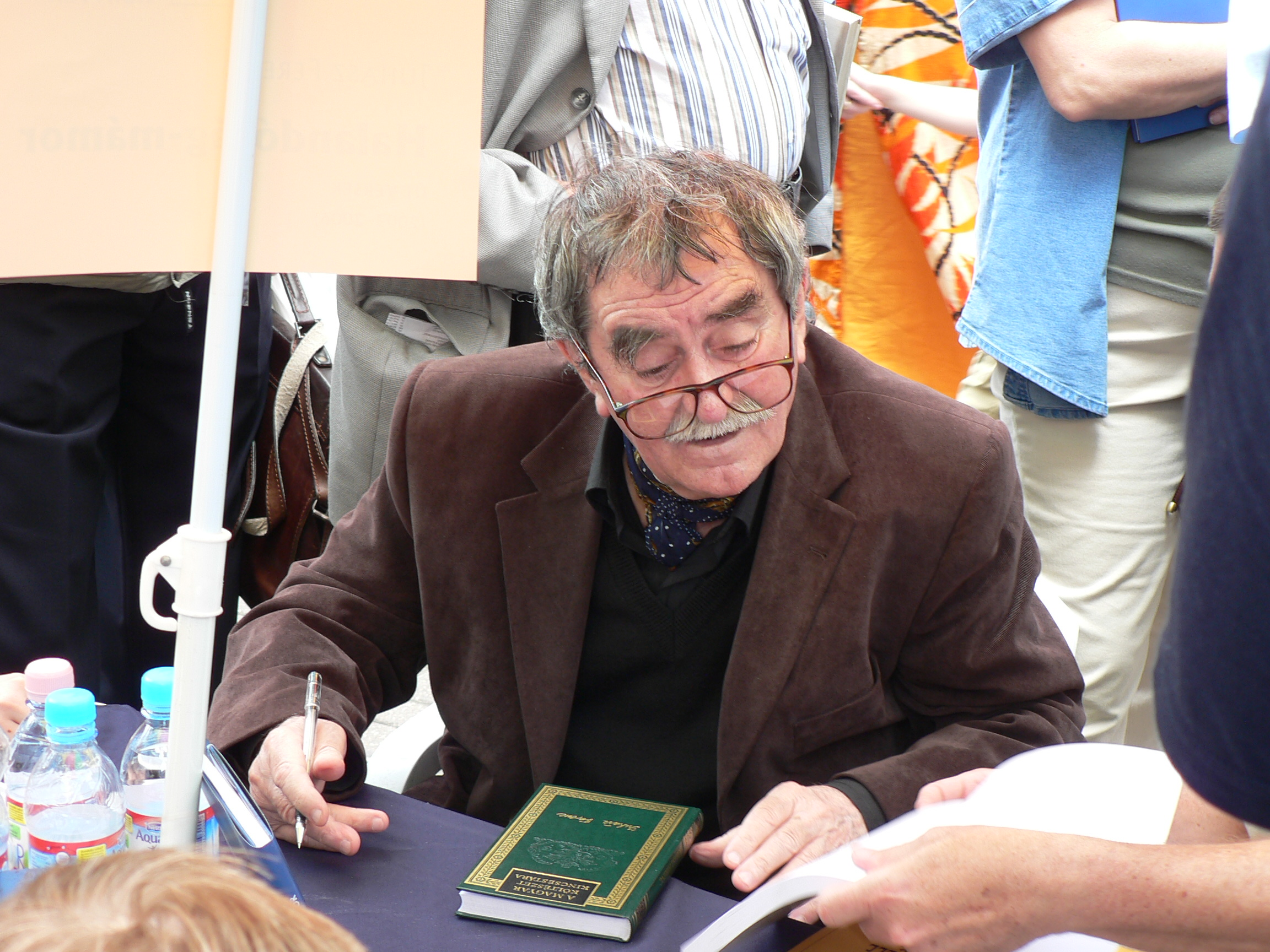
Ференц Юхас

- Бергер, Сэнди (70) — американский государственный деятель, советник президента США по национальной безопасности (1997—2001)[258].
- Бринд, Брайони (55) — британская балерина, лауреат премии Лоуренса Оливье (1981)[259].
- Валентайн, Энтони (76) — британский актёр[260].
- Дени, Жак (72) — французский и швейцарский актёр[261].
- Итон, Джон (85) — американский композитор[262].
- Лазарев, Евгений Васильевич (76) — советский и российский писатель[263].
- Ларсен, Эрнст (89) — норвежский легкоатлет, бронзовый призёр летних Олимпийских игр в Мельбурне (1956) в беге на 3000 метров с препятствиями[264].
- Макмиллан, Уилл (71) — американский актёр («Сальвадор»)[265].
- Мансур, Ахтар (?) — афганский исламист, лидер Талибана (с 2013)[266].
- Марин, Ион (84) — советский и молдавский травматолог-ортопед, профессор Кишинёвского государственного университета медицины и фармации им. Н. Тестемицану[267].
- Рассиас, Джон (90) — американский языковед, автор метода изучения иностранных языков, известного как «метод Рассиаса»[268].
- Сакато, Джордж (94) — американский ветеран Второй мировой войны, награждённый медалью Почёта (1944)[269].
- Сулуага, Лус Марина (77) — колумбийская фотомодель, «Мисс Колумбия» (1957) и «Мисс Вселенная» (1958)[270].
- Томас, Том (80) — американский драматург[271].
- Ферцетти, Габриэле (90) — итальянский актёр[272].
- Шальнев, Александр (63 или 64) — советский баскетболист, игрок команд СКА (Киев) и «Будивельник»[273].
- Юхас, Ференц (87) — венгерский поэт[274].

### 1 декабря

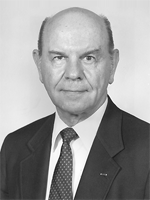
Джон Курцке

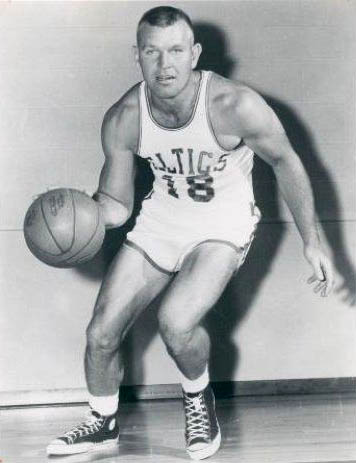
Джим Лоскутофф

- Аль-Харрат, Идвар (89) — египетский писатель[275].
- Астапчик, Станислав Александрович (80) — советский и белорусский учёный в области материаловедения и машиностроения, академик АН Белорусской ССР (1986), лауреат Государственной премии СССР (1986), заслуженный деятель науки Республики Беларусь (2001)[276].
- Бернар, Поль[фр.] (86) — французский археолог, иностранный член РАН (2003)[277].
- Блокзейл, Роб (72) — нидерландский физик и компьютерный специалист, один из создателей и координатор RIPE NCC[278].
- Курцке, Джон (90) — американский невролог, пионер невроэпидемиологии, создатель EDSS[279].
- Лоскутофф, Джим (85) — американский профессиональный баскетболист, семикратный чемпион НБА[280].
- Малько, Ольга Николаевна (97) — советская актриса ЦАТСа и кино («Ленинградская симфония»)[281].
- Олеа Муньос, Хавьер (92) — мексиканский государственный деятель, губернатор штата Герреро (1975)[282].
- Олуде-Макойе, Марджори (87) — кенийская писательница[283].
- Сапожников, Александр Иосифович (78) — советский и российский инженер-строитель, основатель и ректор Астраханского инженерно-строительного института (1992—2006), профессор[284].
- Энгельбергер, Джозеф (90) — американский инженер и изобретатель, «отец робототехники»[285].
- Яшкулов, Сергей Борисович (74) — советский и российский актёр театра и кино, заслуженный артист РСФСР (1980)[286].